# Basilica van Constantijn

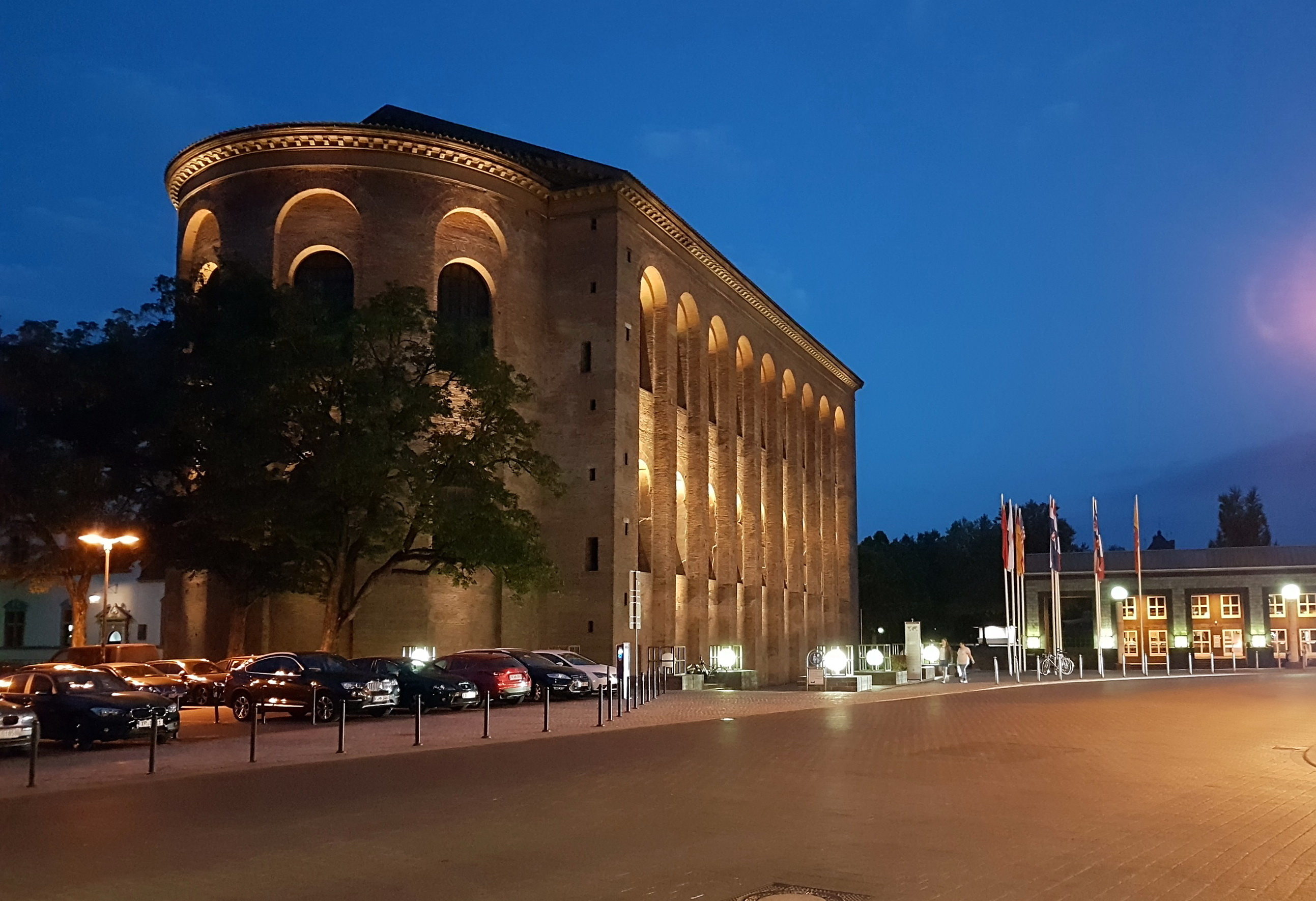
De Konstantinplatz bij avond in 2018

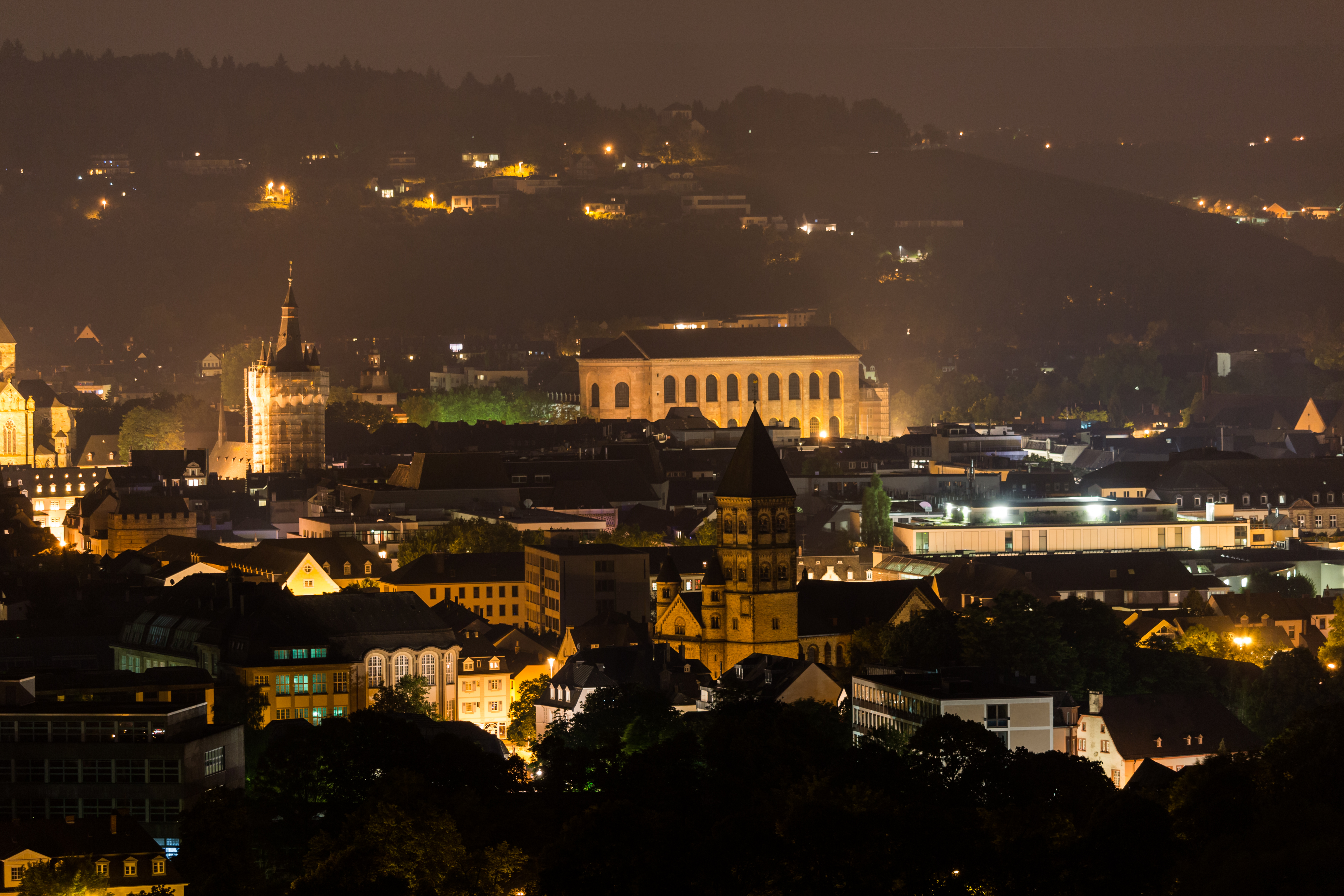
De basilica bij avond vanaf een heuvel

De Basilica van Constantijn (Duits: Konstantinbasilika; Latijnse naam: Aula Palatina) is een Romeinse basilica in de Duitse stad Trier. Het uit Romeinse baksteen opgetrokken bouwwerk kwam waarschijnlijk omstreeks 310 tot stand, tijdens de regeringsperiode van keizer Constantijn de Grote. Aanvankelijk deed het dienst als ontvangstzaal (aula) van het keizerlijk paleis; later werd het een versterkte Frankische burcht, daarna werd het onderdeel van het paleis van de aartsbisschoppen van Trier. In de 19e eeuw werd het gehavende gebouw hersteld en in gebruik genomen als kerkgebouw van de Evangelisch-Lutherse gemeente. Na de Tweede Wereldoorlog werd de bij een bombardement zwaar beschadigde basilica gerestaureerd.
De Basilica van Constantijn geldt als de grootste, intact gebleven overdekte ruimte uit heel de Romeinse oudheid, groter dan het Pantheon in Rome. Het is tevens het oudste, nog bestaande kerkgebouw van Duitsland. Naast het liturgisch gebruik is het gebouw een toeristische trekpleister. Sinds 1986 is de basilica onderdeel van het UNESCO werelderfgoedensemble 'Romeinse bouwwerken, Dom en Onze-Lieve-Vrouwekerk in Trier'.

## Ligging
De Basilica van Constantijn ligt in het midden van een 700 meter lang rivierlaagterras, dat zich van de Dom en Onze-Lieve-Vrouwekerk tot de Keizerthermen uitstrekt, aan de oostelijke rand van de binnenstad van Trier. Ten westen van de basilica ligt de Konstantinplatz. In het oosten sluit het Keurvorstelijk Paleis aan, de residentie van de keurvorsten van Keur-Trier. Ten zuiden van de basilica ligt de paleistuin. Ten noorden ervan ligt het domein van het voormalige Niederschloss, de huidige Willy-Brandt-Platz.
De basilica is in de binnenstad duidelijk bewegwijzerd. Meerdere buslijnen stoppen aan de Konstantinplatz. Zuidelijk van het Keurvorstelijk Paleis ligt een ondergrondse parkeergarage, Basilika geheten.

## Geschiedenis

### Inleiding

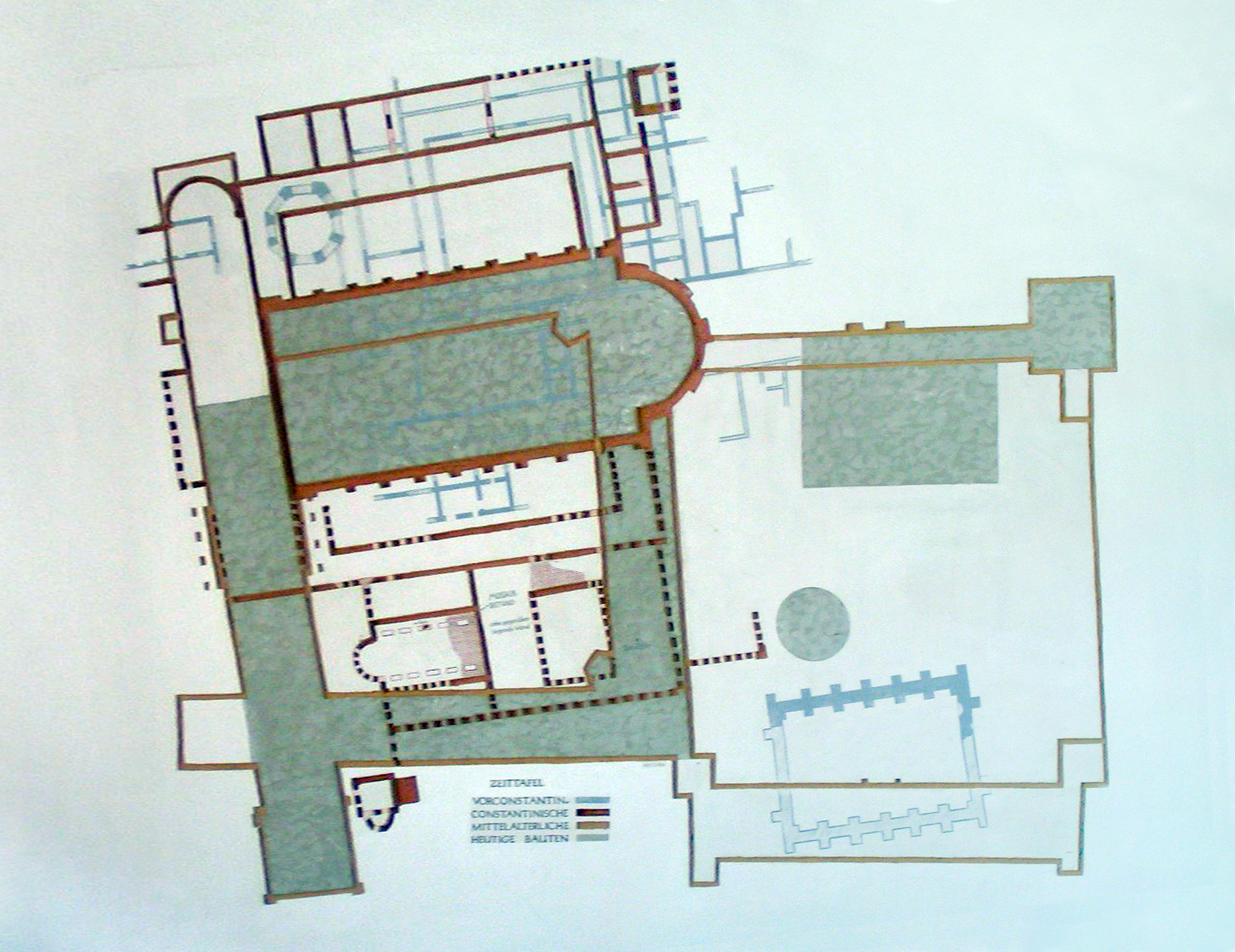
Plattegrond van de basilica met diverse voorlopers en aanbouwen van het Keurvorstelijk Paleis

De basilica is gebouwd als troonzaal van het paleis van Constantijn de Grote (306-337) in Trier, destijds de hoofdstad van het West-Romeinse Rijk. Met de grootte van het bouwwerk benadrukten de Romeinen de grootsheid en macht van de keizer.
Alle pracht en technologie van de Romeinen werd in 475, bij de val van het Romeinse Rijk, door Frankische troepen vernield. De Franken gebruikten de ruïne als versterkte burcht. Later werd de basilica door aartsbisschop Johannes I (1189-1212) omgebouwd tot bestuurlijk centrum van het aartsbisdom Trier.
Tijdens de bezetting door de Fransen (1794-1814) deed de basilica dienst als kazerne, een functie die het gebouw behield in de Pruisische tijd. Rond het midden van de 19e eeuw werd de basilica ingericht als eerste Evangelisch-Lutherse kerk in het overwegend Rooms-katholieke Trier.
In 1944 raakte het gebouw zwaar beschadigd tijdens een bombardement, maar in 1956 werd het herstelde gebouw opnieuw als kerk in gebruik genomen. Vanaf 1986 behoort het tot het werelderfgoed.

### Klassieke oudheid

#### Bouwgeschiedenis
In de 2e eeuw na Chr. was in het noordoosten van Romeins Trier door samenvoeging van vier insulae, een representatief bestuursdomein ontstaan, waarvan de kern een centrale hal vormde, die als residentie van de legaten gebruikt werd.

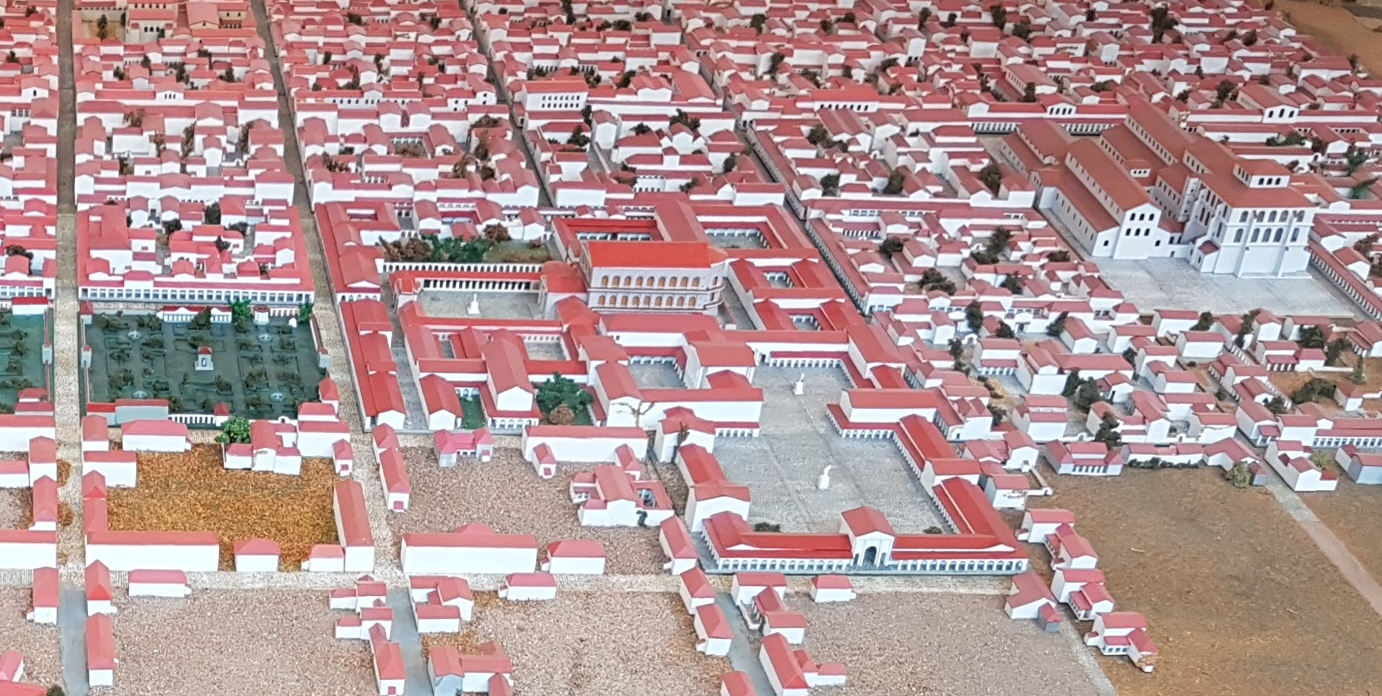
Het keizerlijk paleis met de basilica op een maquette van Romeins Trier. Rechts het latere Domcomplex

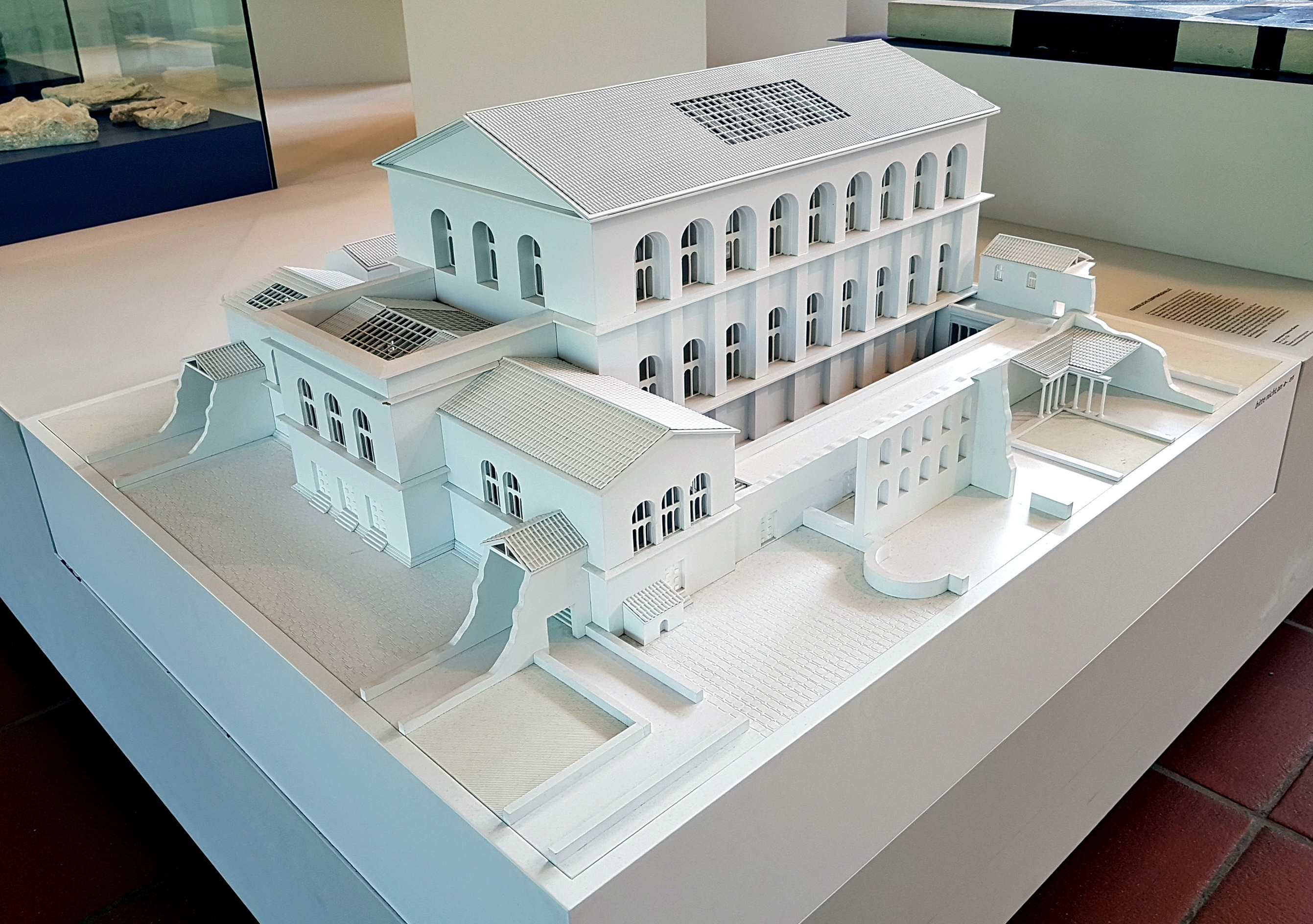
Maquette van de Aula Palatina met voorhal in het Rheinisches Landesmuseum Trier

De basilica werd vermoedelijk onder Keizer Constantijn in de jaren 305-311 als representatief gebouw (Palastaula) opgericht. Door de sloop van een woonwijk werd ruimte voor de monumentale Keizerthermen geschapen. Op de fundamenten van de vroegere residentie van de legaten werd de huidige basilica gebouwd, die met omliggende voorhoven en bijgebouwen de nieuwe keizerlijke residentie vormde. Voor de bouw, die over een wegkruising reikte, waren planologische ingrepen noodzakelijk.
De bouwactiviteit liep echter tijdens het leven van Constantijn al vast. Waarschijnlijk werd het project pas onder Gratianus omstreeks 379 volledig afgerond. De basilica, de keizerlijke thermen en het amfitheater vormden een eenheid als paleisdistrict. Daarmee richtten de ontwerpers zich bewust op het voorbeeld van het Oude Rome met het Circus Maximus en de Palatijn, of elders in Rome het Circus Neronis en de villa van Maxentius aan de Via Appia, of in Thessaloniki het gebied rondom de residentie van Galerius.

#### Gebruik als paleisaula
Hoewel de naam en het aanzien van de Basilica van Constantijn op een antiek kerkgebouw lijken te wijzen, was het bouwwerk oorspronkelijk geen kerk. Het functioneerde als ontvangstzaal van het keizerlijke hof, waarbij vermoed wordt dat de keizertroon in de apsis stond. De eveneens veelvuldig gebruikte naam 'paleisaula' (Aula Palatina of Palastaula) dekt de lading beter, maar valt historisch niet te bewijzen. Het monumentale gebouw mat 69,8 × 27,2 m, bij een hoogte in de klassieke oudheid van ongeveer 30 m. De buitenkant was helemaal bepleisterd en was omgeven door een zuilenarcade, die 7 meter hoog en 3,5 meter breed was. Aan de zuidzijde bevond zich een met marmer bekleedde voorhal en enkele portico's. De resten van deze gebouwen zijn ondergronds geconserveerd en bovengronds in het plaveisel gemarkeerd.
Het interieur was gedecoreerd met mozaïeken, kleurrijk marmer en beelden. De vloer- en muurbekleding van marmerplaten (opus incertum) reikte tot de bovenste vensterlijsten. Hierop duiden enkele restanten en vooral de gaten van de ijzeren bevestigingspinnen. Daarboven bevond zich stucwerk tot aan het plafond. Het vrijdragend plafond (zonder zuilen) was een staaltje van bouwtechnisch kunnen. Om het geheel nog aangenamer te maken, werd de aula voorzien van een vloerverwarmingssysteem, waarbij de 1600 m² grote binnenruimte door middel van een driedelig hypocaustum met vijf praefurnia (ovens) verwarmbaar was.

### Middeleeuwen

#### Einde van de paleisaula
Met het vertrek van het keizerlijke hof aan het einde van de 4e eeuw, verloor het gebouw zijn oorspronkelijke betekenis. Na het einde van de Romeinse heerschappij viel het uitgebrande gebouw als koningsgoed toe aan de Frankische koningen.
Wanneer het dak van het Romeinse bouwwerk verloren ging, is moeilijk te zeggen. Misschien gebeurde dat bij een van de Germaanse overvallen tussen 407 en 455, waarbij de laat-antieke stad weliswaar niet volledig werd vernield, maar wel geplunderd en gebrandschat. Het dak kan echter ook door slecht onderhoud ingestort zijn. Binnen het Frankische rijk kwam Trier vanaf 480 in het machtsgebied van Clovis I (484–511) te liggen.

#### De basilica als Frankische palts
Het als palts (palatium) aangeduide complex werd daarna zetel van de Frankische gouwgraven. In de bijgebouwen zetelde het Frankische bestuur. Bij de Franken ontbraken de politieke wil en waarschijnlijk ook de technische mogelijkheden om het dak te herstellen. De muren van de basilica bleven echter nagenoeg volledig behouden. Wegens de dikte van de muren werd het voormalige paleis in deze onrustige tijden omgebouwd tot vesting. De Romeinse vensters werden dichtgemetseld en binnen de muren werden kleinere gebouwen opgericht. Deze leunden tegen de buitenmuren aan en lagen rondom een binnenplein. De apsis was een woontoren. Op de tegenoverliggende hoeken werden versterkte torentjes opgericht. De muren waren in deze tijd van kantelen voorzien. De enige toegang was een kleine poort aan de westzijde. In de 8e eeuw werd voor het eerst van een tot het palatium behorende Sint-Laurentiuskerk gewag gemaakt. Deze stond iets ten westen van de noordwestelijke hoektoren, bleef eeuwenlang als parochiekerk in gebruik, maar werd in 1803 afgebroken.

#### Machtswisselingen
De tijd tot einde 14e eeuw werd bepaald door de rivaliteit tussen de gouwgrafen en de naast de dom residerende bisschop. In het jaar 902 schonk de Frankische koning Lodewijk IV het Kind aan de Trierse aartsbisschop Radbod van Trier belangrijke soevereine rechten en de verovering van de koninklijke vesting. Daarmee kwamen de stad Trier - en later in die eeuw - de palts in het bezit van de aartsbisschop, die echter zijn residentie nog elders had.

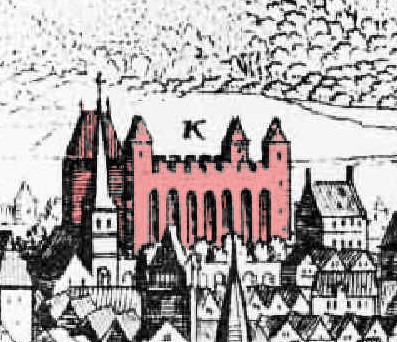
Gravure uit 1648 (naar afbeelding van 1548/50) met de basilica als versterkte burcht

De palts voldeed als vesting, als de Trierse tegenbisschop Adalbero van Luxemburg van keizer Hendrik II belegerd werd. De reden was, dat Hendrik ook de door het Trierse Domkapittel tot bisschop verkozen proost Megingaud van Mainz trachtte te benoemen. Hendrik II nam in de zomer van 1008 de stad Trier in, maar kon de in de palts ingesloten tegenstanders, ook na een door de keizer persoonlijk geleide, zestien weken durende belegering, niet tot overgave dwingen.
Het is aan te nemen dat de met de bekende Trierse burggravenfamilie De Ponte verwante, en met het het toezicht op de palts belaste ministerialenfamilie De Palatio een woontoren in de palts had ingericht, maar er zijn geen bouwkundige sporen daarvan aangetroffen. Een verblijf van aartsbisschop Engelbert van Rothenburg in de palts in 1096, toen vervolgde Joden daar beschutting moesten zoeken, wordt wel bevestigd.
De strijd tussen de bisschoppen en de voogden en ministerialen zette zich voort tot het midden van de 13e eeuw. Het was Adalbero van Montreuil (1131–52) die de macht van de ministerialen wist te breken, waardoor hij het Romeinse Palatiolum - tegenwoordig in Trier-Pfalzel - tot een vesting kon uitbouwen, waar alle inkomsten van het aartsbisdom naar toe gebracht moesten worden. Aartsbisschop Johannes I bewerkstelligde in het jaar 1197 de overdracht van de voogdij van paltsgraaf Hendrik aan de aartsbisschop. De bisschop was nu voor alle inwoners van zijn gebied de hoogste gerechtsheer, waarna hij allengs de alleenheerschappij wist te verwerven. Sinds Johannes I resideerden de aartsbisschoppen in de basilica (Basilika-Bering).
De eerste schriftelijke vermelding van de basilica bevindt zich in de kroniek van Otto van Freising uit het midden van de 12e eeuw. De oudste afbeelding van de basilica bevindt zich op het paleiszegel. Op het zegel van een oorkonde over de verpachting van een molen uit het jaar 1261, wordt het van de zijkant afgebeeld. Of dit de oost- of westgevel betreft, laat zich niet meer vaststellen. Op een ander behouden paleiszegel op oorkonden uit de jaren 1315 en 1323 ziet men tegenwoordig niet meer zichtbare elementen: Romeins balkmetselwerk en een spitsbogig portaal.

### Nieuwe Tijd: bisschoppelijke residentie

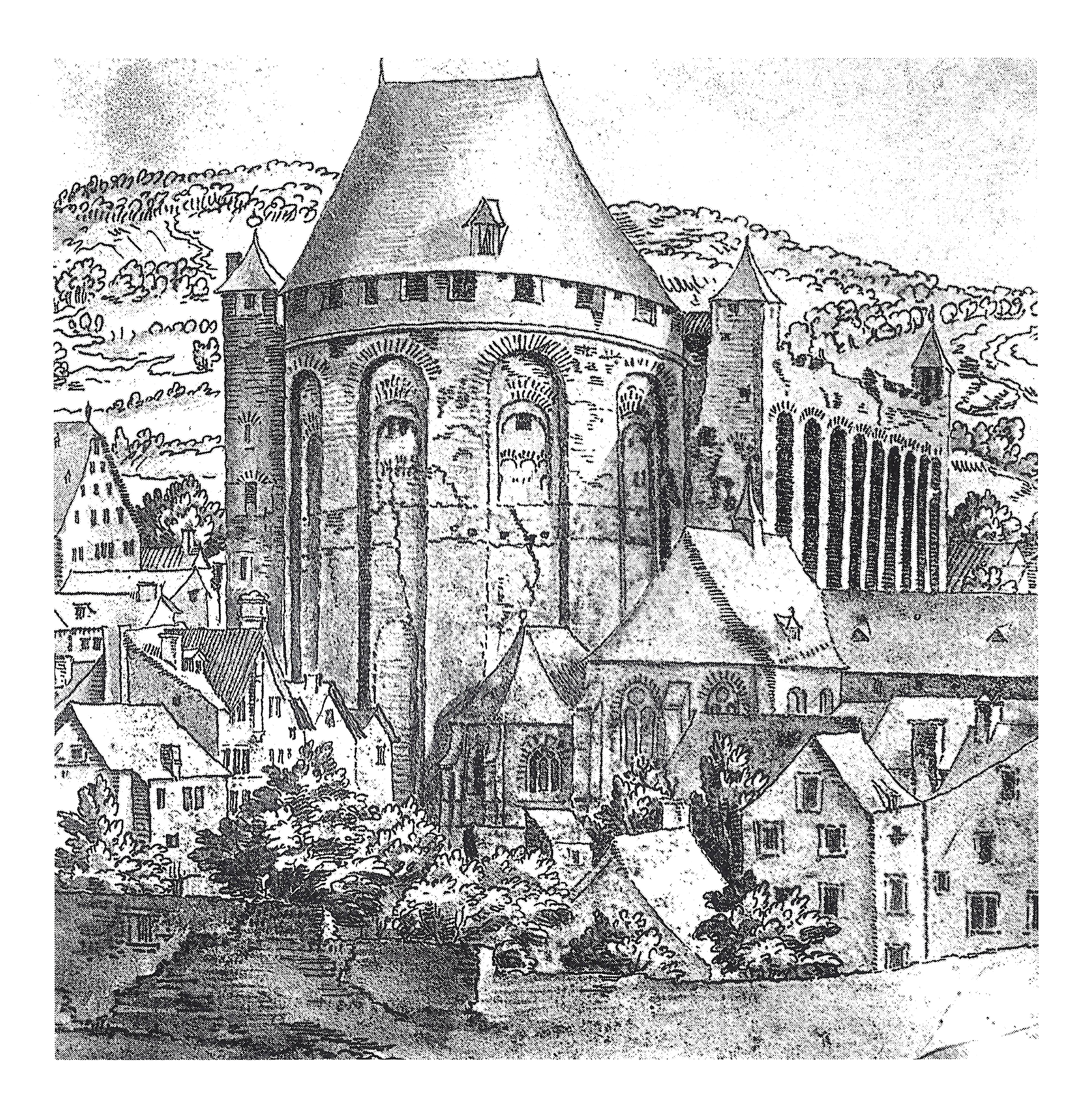
De bisschopssresidentie rond 1610 (uit: Luciliburgensia Romana van Alexander Wiltheim

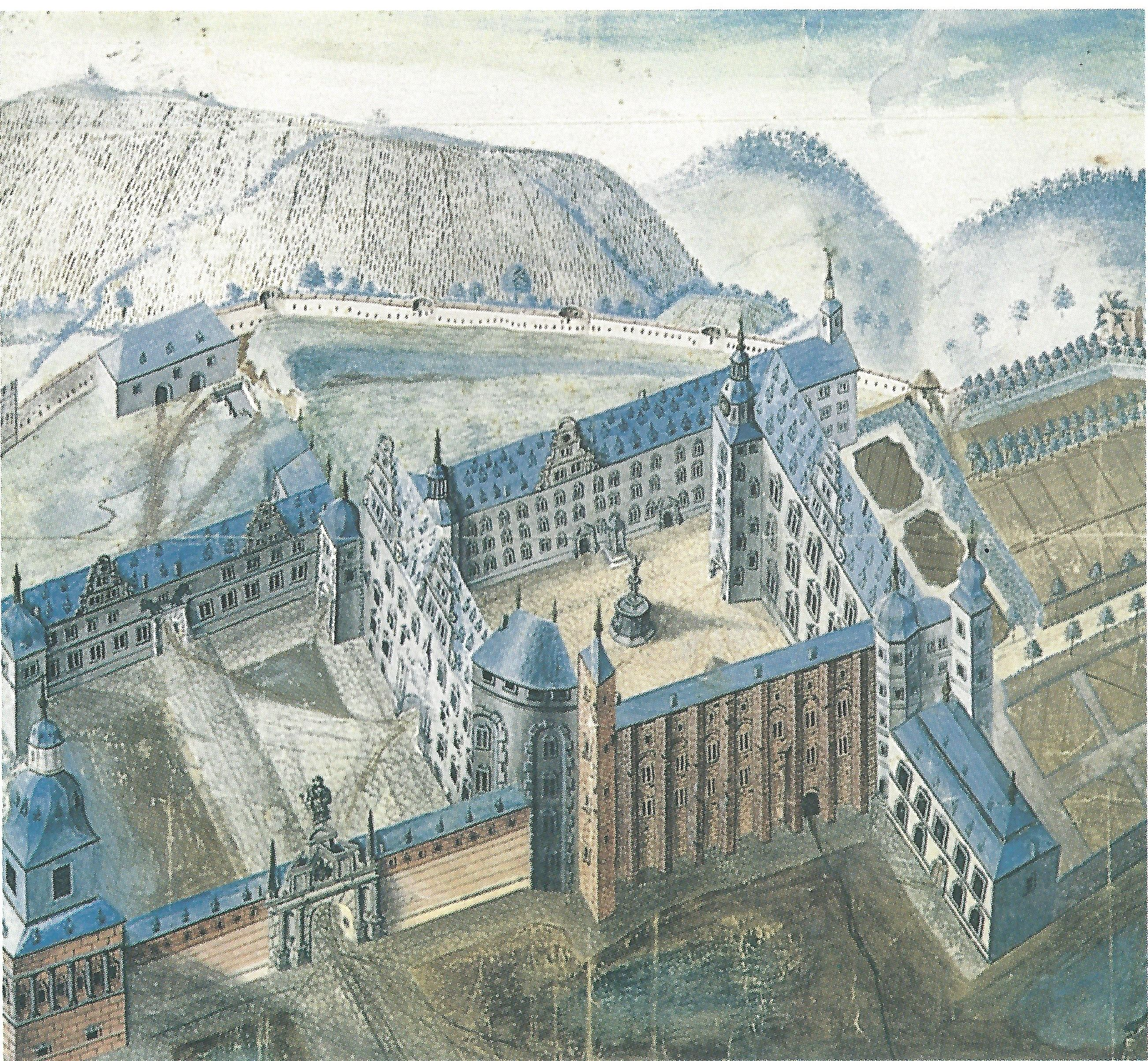
Aquarel van het 'bovenslot' en het 'onderslot' (links) vóór de bouw van de Rococovleugel rond 1745-50

De middeleeuwse bouwtoestand van het Palatium heeft tot ongeveer 1600 stand gehouden, omdat de aartsbisschoppen van Trier in deze periode meestal de voorkeur gaven aan hun nevenresidentie in Koblenz. Toch werd de palts voor representatieve doeleinden gebruikt, bijvoorbeeld tijdens de rijksdag van 1473 met keizer keizer Frederik III en Karel de Stoute.
Keurvorst Johan VII van Schönenberg (1581–99) resideerde weer voornamelijk in Trier en vergrootte de Palastbering, waartoe hij in het noordelijk deel, achter de apsis, huizen liet aankopen en slopen. De grote veranderingen op het areaal begonnen onder keurvorst Lothar van Metternich. Om een eigentijdse residentie in Renaissancestijl te kunnen oprichten, liet hij vanaf 1614 naast de middeleeuwse aan- en inbouwsels ook de oostwand en een groot gedeelte van de zuidwand van de basilica afbreken. De westwand werd een buitenmuur van het paleis, de apsis bleef vooralsnog een woontoren.
Keurvorst Johan Filips van Walderdorff (1756-68) belastte direct na zijn ambtsaanvaarding zijn hofbouwmeester Johannes Seiz met de verbouwing van de residentie in barokstijl. Zijn plannen voorzagen ook in afbraak of verbouw van de apsis, maar dat deel van het plan werd niet verwezenlijkt. De zuidvleugel werd opnieuw opgetrokken, met een beroemd geworden trappenhuis. Aangezien deze zuidvleugel honderd jaar later al, ten tijde van het herstel van de basilica, als monumentaal gezien werd, verhinderde dit uiteindelijk de complete vrijlegging van de zuidgevel van de basilica en de herbouw van de voorhal.
In 1794 kwam aan dit alles een einde door de bezetting van het Rijnland door de revolutionaire troepen van de Eerste Franse Republiek. Tijdens het twintig jaar durende Franse bewind werd een einde gemaakt aan de wereldlijke macht van de geestelijkheid in Trier. De aartsbisschop werd afgezet, het keurvorstendom werd onderdeel van Frankrijk en de gebouwen werden geconfisqueerd. Het Keurvorstelijk Paleis en de Basilica van Constantijn deden daarna dienst als kazerne.

### 19e eeuw: herbouw en herbestemming

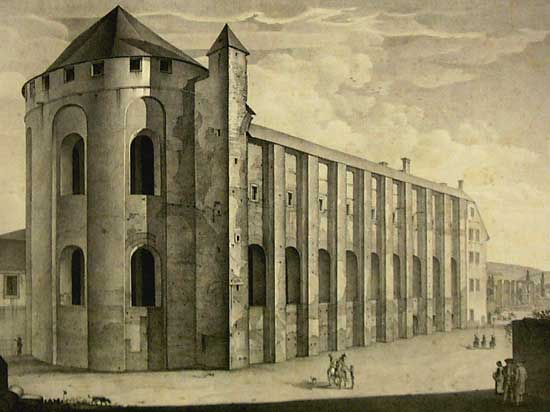
De basilica vóór de eerste wederopbouw met de resterende westwand, apsis en middeleeuws torentje (Johann Anton Ramboux, 1825)

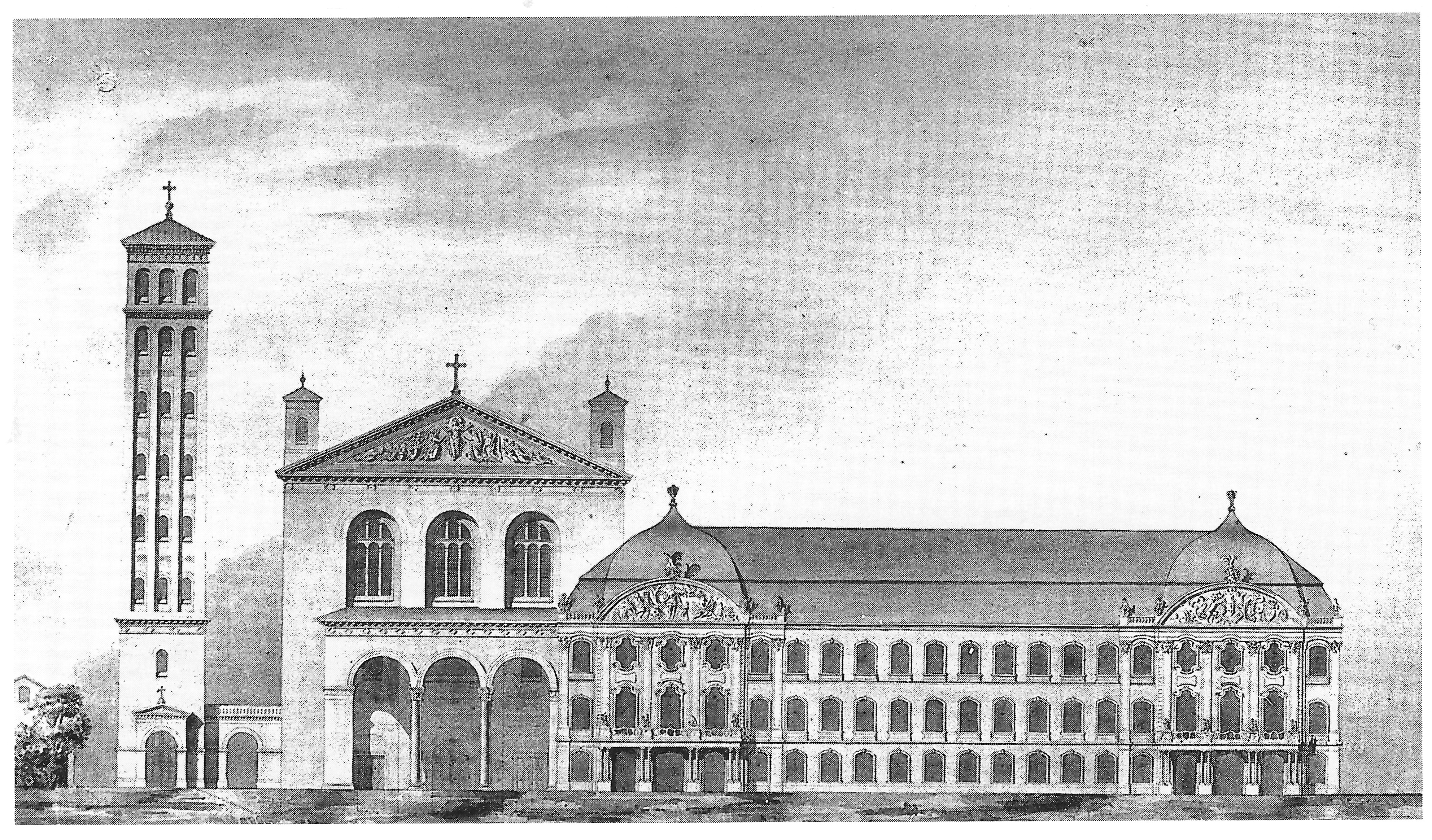
Niet uitgevoerd ontwerp van Karl Schnitzler voor zuidfaçade en vrijstaande klokkentoren, 1850

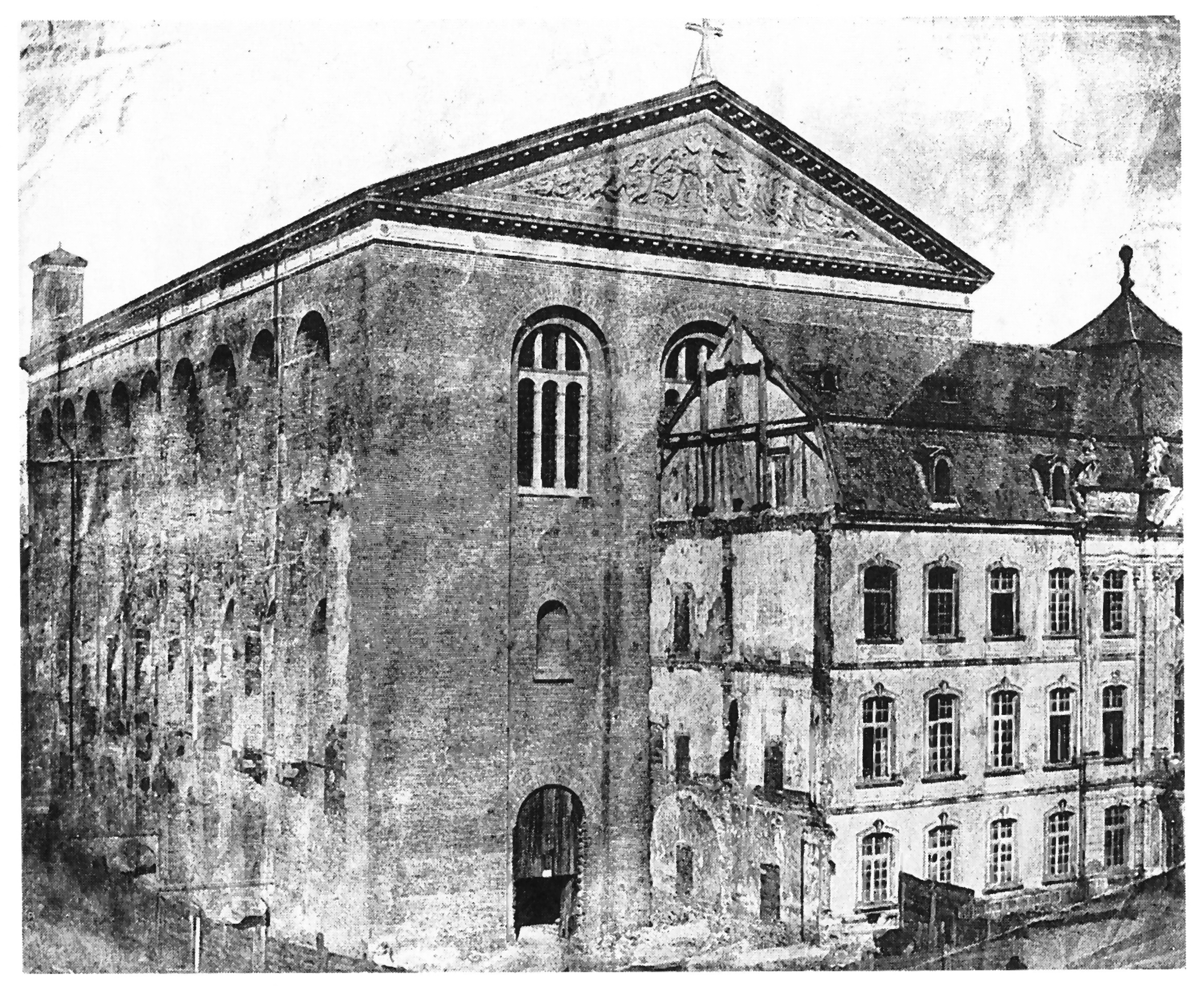
Deels afgebroken paleisvleugel tijdens de wederopbouw

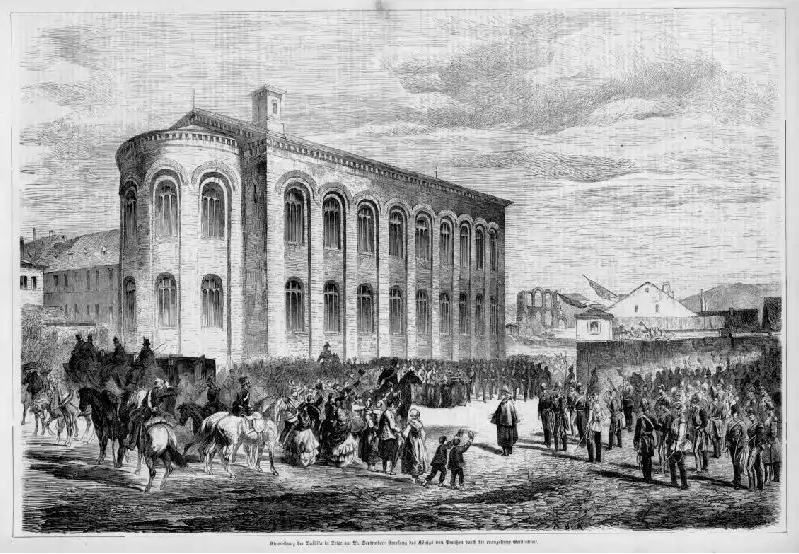
Inwijdingsceremonieel: ontvangst van de koning van Pruisen

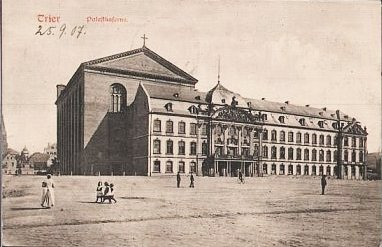
Zuidfaçade in 1907 met reeds verwijderd frontonreliëf

#### Begin van de Lutherse gemeente in Trier
Van belang voor de 19e-eeuwse wederopbouw van de basilica was de opname van het Rijnland in het Koninkrijk Pruisen in 1814. Daardoor kwamen lutherse christenen in het vanouds katholieke Trier wonen, aanvankelijk vooral Pruisische bestuursambtenaren. Op 31 oktober (Hervormingsdag) 1817 werd de Evangelisch-Lutherse kerkgemeenschap van Trier gesticht. De eerste eredienst vond plaats in de kerk van het vroegere Dominicanessenklooster St.-Catharina. Deze werd echter in 1819 door de Pruisische militaire overheid geconfisqueerd om als lazaret dienst te doen. Op grond van een besluit van koning Frederik Willem III van Pruisen werd de vroegere Jezuïetenkerk, aanvankelijk als simultaankerk, aan de luthersen toegewezen. In 1841 bestemde Frederik Willem IV de iets buiten de stad gelegen Sint-Maximinuskerk voor het simultaan gebruik van katholieke en lutherse militairen, alsmede voor lutherse burgers, een beslissing waar niemand blij mee was, omdat elke kerkgang een uittocht uit de stad betekende.

#### Besluit tot herbouw
De drijvende kracht bij de wederopbouw van de Basilica van Constantijn en de herbestemming tot kerk was de Trierse architect Christian Wilhelm Schmidt (1806-83). Hij kende de interesse van de koning voor antieke gebouwen. Via de koninklijke bouwkundige adviseur Ferdinand von Quast in Berlijn bereikte hij dat de koning instemde met de restauratie van de basilica ten behoeve van de evangelisch-lutherse gemeente. Het (onjuiste) vermoeden van Schmidt dat het gebouw in de Romeinse tijd een kerk was geweest, plus het feit dat de naam van Constantijn de Grote, de eerste christelijke keizer, aan het project verbonden was, waren waarschijnlijk doorslaggevend in de besluitvorming.
Uitgangspunt bij de herbouw was dat het gebouw zo veel mogelijk het historische origineel uit de antieke oudheid moest benaderen. Voor de Pruisische architecten betekende dit een grote uitdaging. De plannen van diverse architecten zijn bewaard gebleven. De opdracht werd toevertrouwd aan de vestingbouwmeester en geniekolonel Carl Schnitzler. Het oppertoezicht had luitenant-generaal Philipp von Wussow van Slot Stolzenfels. De bouw begon in 1846. In 1848/49 moest de bouw vanwege de Maartrevolutie onderbroken worden. In 1851 werd de triomfboog gerestaureerd en in 1856 was de herbouw nagenoeg voltooid. De feestelijke inwijding vond plaats op 18 september 1856 in aanwezigheid van de koning, zijn jongere broer (de latere keizer Willem I), prins Hendrik van Oranje-Nassau (die de Nederlandse koning vertegenwoordigde, die als hertog van Limburg en Luxemburg lid was van de Duitse Bond) en talrijke andere hoogwaardigheidsbekleders.

#### Eerste wederopbouw - exterieur
De eerste wederopbouw van de Basilica van Constantijn wordt zo genoemd om het onderscheid te maken met de tweede wederopbouw na de Tweede Wereldoorlog. Discussiepunten bij de eerste herbouw (en ten dele ook weer bij de tweede) waren of de rococovleugel van het keurvorstelijk paleis behouden moest blijven, hoe men met de middeleeuwse bouwresten moest omgaan, of het Romeinse buitenstucwerk verwijderd zou worden en of en zo ja waar een klokkentoren zou kunnen verrijzen. Voorafgaand aan de bouw werden opgravingen en sonderingen verricht, waardoor Romeinse funderingen werden ontdekt en bestudeerd.
Uiteindelijk werd besloten de buitenmuren te herbouwen zoals die er in de Romeinse tijd hadden uitgezien. De middeleeuwse kantelen werden verwijderd. Het Romeinse pleisterwerk, dat nog op grote muurvlakken bewaard was, werd grotendeels verwijderd. Een compromis werd gesloten bij het wel of niet vrijmaken van de zuidfaçade, die in die tijd geheel aan het zicht werd onttrokken door de rococovleugel van het keurvorstelijk paleis. Sommige architecten wilden hier de oorspronkelijke voorhal of een klokkentoren bouwen. Dit betekende echter de sloop van een groot deel van het paleis, onder andere het barokke trappenhuis. Na veel discussie, waarbij ook de verplaatsing van het trappenhuis werd overwogen, werden de westelijke drie traveeën van de paleisvleugel afgebroken, waardoor ongeveer een derde van de zuidfaçade van de basilica kon worden vrij gelegd. Het leger speelde bij de discussie een beslissende rol door een deel van de rococovleugel in te richten tot officierscasino.
Of de zuidfaçade oorspronkelijk bekroond was door een fronton, liet zich niet meer ondubbelzinnig vaststellen. Bij de reconstructie werd een fronton aangebracht met daarin een stucreliëf. Dit reliëf was afkomstig van de Nikolaikerk in Potsdam. Het werd in 1833-37 door de Berlijnse beeldhouwer August Kiß, naar een ontwerp van Karl Friedrich Schinkel, vervaardigd voor de gevel van die kerk, maar was reeds in 1844 weer verwijderd. Op een foto uit 1856 is het zichtbaar in de Trierse fronton. Het reliëf was echter niet bestand tegen weer en wind. Nog voor 1886 werd het verwijderd.

#### Eerste wederopbouw - interieur

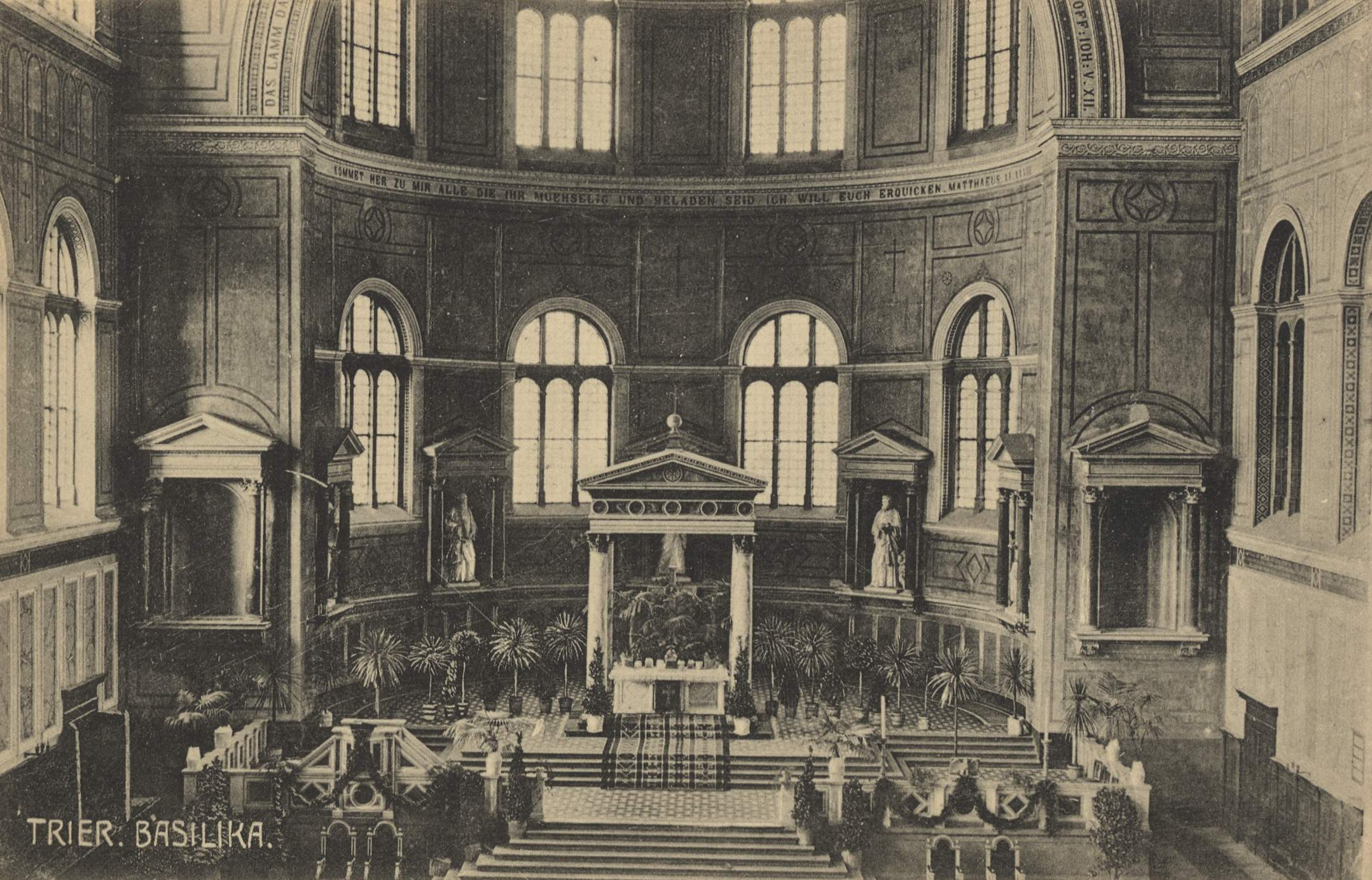
Het interieur omstreeks 1900

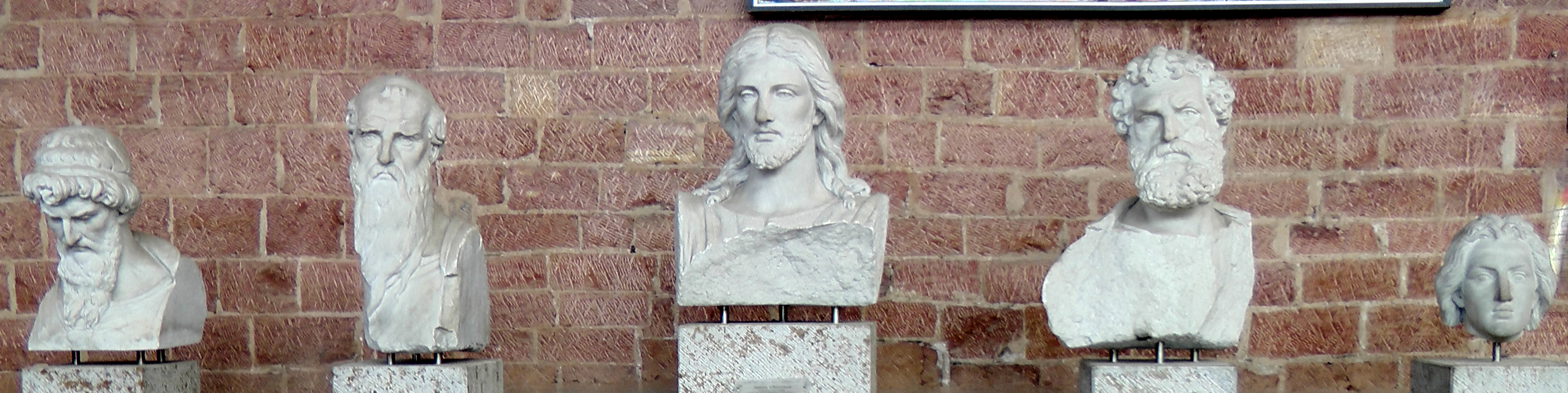
Apostelfiguren van Gustav Kaupert. Alleen de koppen zijn behouden

De vormgeving van de binnenruimte bracht eveneens dilemma's met zich mee, vooral door de eis van 'tijdzuiverheid' van de koning, waarvoor de kennis eigenlijk ontbrak. Voor de inrichting ontwierp de architect en kunsthistoricus Ferdinand von Quast een ambitieus beeldprogramma met schilderingen die voor de aankleding van een protestantse parochiekerk ongebruikelijk waren. Het ontwerp werd door de koning niet alleen uit financiële overwegingen verworpen. Een bescheidener en goedkoper ontwerp van Carl Schnitzler en Friedrich August Stüler werd wel gerealiseerd. Het ontwerp met geel-witte vlakken, passend bij de bestaande architectuur, was gebaseerd op de decoratie van bouwwerken uit de Italiaanse Protorenaissance van de 13e en 14e eeuw. De geschilderde Bijbelspreuken, deels door de koning uitgekozen, waren typerend voor de tijd en de functie van het gebouw.
Tegen de zuidwand werd een orgelgalerij geplaatst, gedragen door twee wandpijlers en zes zuilen. In plaats van een cassetteplafond werd gekozen voor een open dakstoel, zoals bijvoorbeeld de kerk van San Miniato al Monte in Florence die heeft. Het altaar was van wit marmer en had een baldakijn met vier zuilen van geel marmer. Deze waren een geschenk van de onderkoning van Egypte aan de koning van Pruisen. In de jaren 1870 schiep de Frankfurtse beeldhouwer Gustav Kaupert vijf grote marmersculpturen voor de basilica, rond 1900 aangevuld met twee apostelfiguren van August Wittig. Deze meer dan levensgrote standbeelden werden bij de tweede wederopbouw van de kerk grotendeels vernietigd.

### Tweede Wereldoorlog en naoorlogse periode

#### Amerikaans bombardement
Tijdens de Tweede Wereldoorlog werd de basilica door een luchtaanval van het 92e eskadron van de US Air Force zwaar beschadigd en brandde daarbij volledig uit. De tien B-17 bommenwerpers waren in de vroege namiddag van 14 augustus 1944 op de terugweg vanuit Zuid-Duitsland. Ze hadden daar hun bommen niet op het oorspronkelijke doel kunnen afwerpen en wierpen daarom op de terugvlucht hun 11.000 staafbrandbommen af op een 'gelegenheidsdoel', het historisch centrum van Trier. Hiervan vielen ongeveer 100 brandbommen op de Basilica van Constantijn, zoals zich later door de gevonden bomresten liet vaststellen. Pogingen om te blussen bleven zonder succes, omdat de circa 50 brandweerspuiten het dak niet konden bereiken.
Na het bombardement bleef slechts een ruïne over. Vernietigd waren het dak, het orgel, de orgelgalerij, het grootste deel van het altaar met uitzondering van twee marmeren zuilen. Eveneens verbrand is het archief van de kerkelijke gemeente, dat in een zogenaamd veilige kelder bewaard werd. Bewaard bleven de buitenmuren, de aediculae van de nissen, enige vensters aan de oostzijde met de originele beglazing, en de grote marmeren beelden van Gustav Kaupert en August Wittig. Aangezien de basilica niet meer voor erediensten gebruikt kon worden, hield de gemeente tot de evacuatie van Trier in december 1944 haar erediensten in de zaal van het hospitium in de Nordallee.

#### Tweede wederopbouw

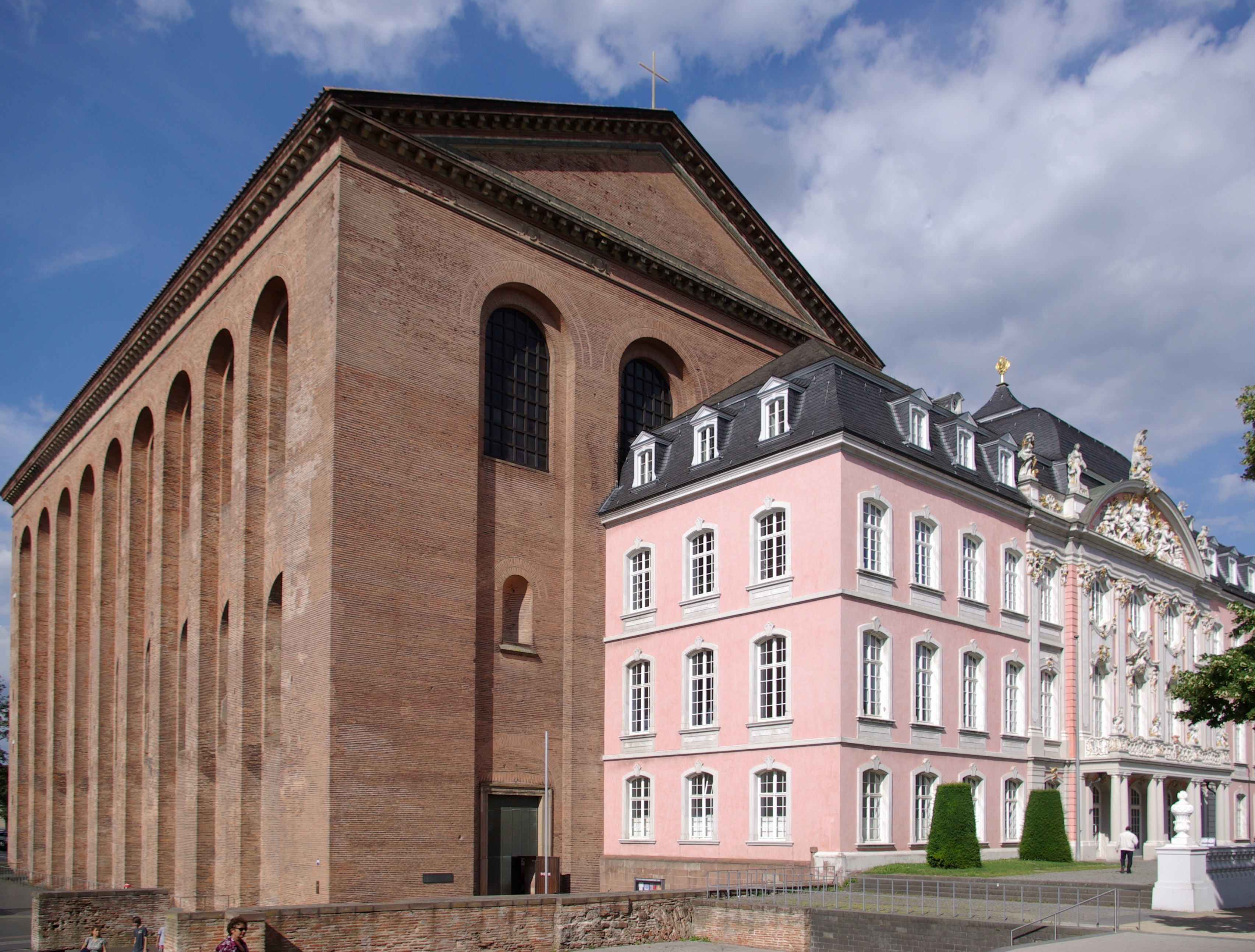
Basilica en Keurvorstenpaleis, 2008

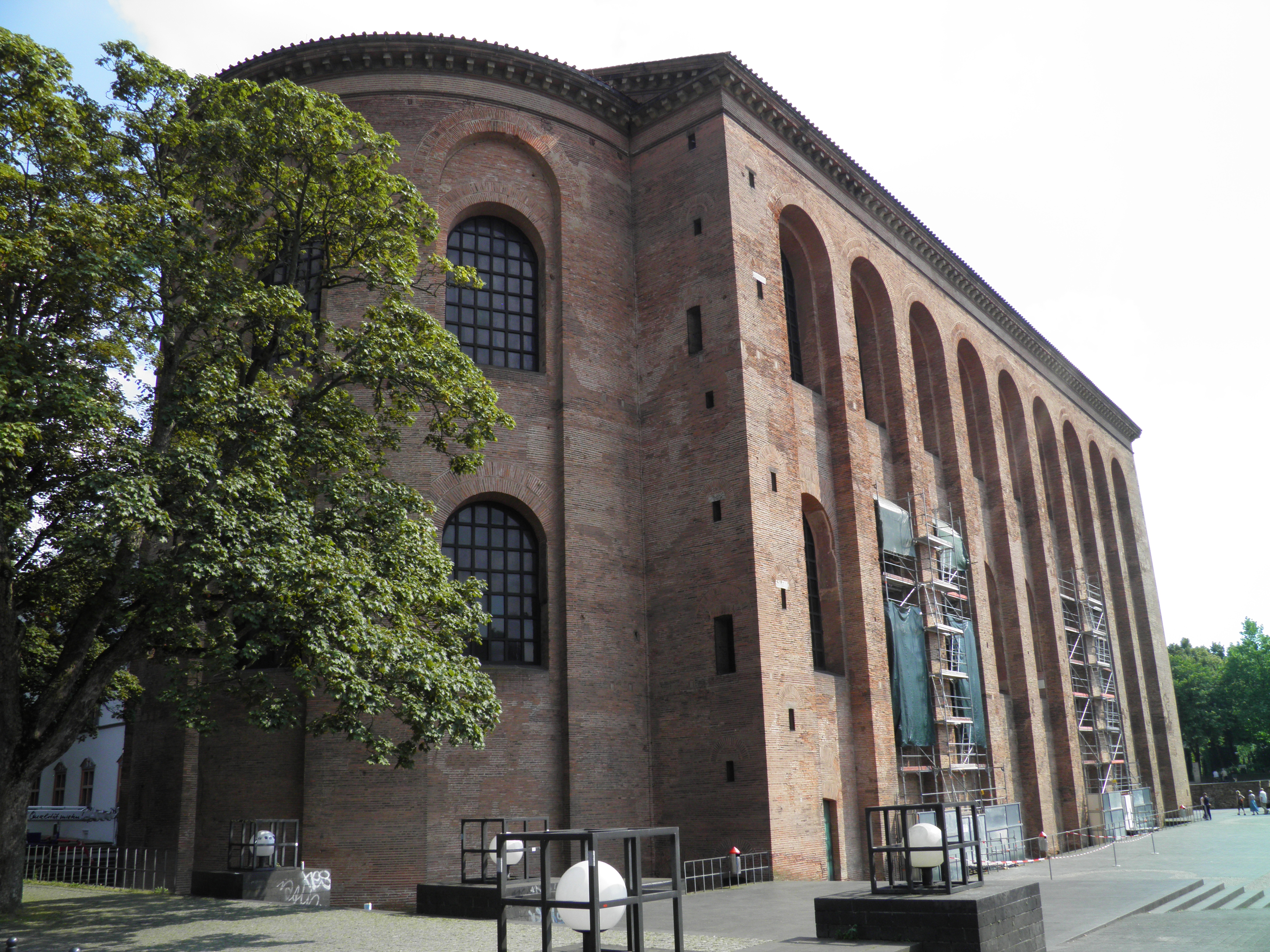
Restauratie en oude pleinverlichting, 2012

Na de oorlog hield de gemeente haar erediensten eerst in de ziekenhuiskapel van het Evangelisch-Lutherse ziekenhuis in de Engelstraße, vanaf 1949 in de aula van het Max-Planck-Gymnasium. Reeds in januari 1946 vormde de gemeente een commissie voor de wederopbouw van de basilica. Het bondsland Rheinland-Pfalz was als rechtsopvolger van de Pruisische staat verantwoordelijk voor de wederopbouw. Aanvankelijk werd om financiële redenen het bouwen van een kleinere kerk in de ruïne overwogen door het Ministerie van Cultuur, maar dit plan werd door bouwtoezicht afgekeurd. Nadat in 1947 het allernoodzakelijkste puin geruimd was, werd vanaf 1948 op Pinksterzondag een eredienst in de ruïne gehouden. De discussie "Notkirche, ja oder nein" (Noodkerk, ja of nee) bereikte in 1951 haar hoogtepunt, met als uitkomst in 1953 dat de basilica weer geheel opgebouwd zou worden.
Bij de door architect Heinrich Otto Vogel geleide wederopbouw, was een van de doelen om de ongepleisterde baksteenmuren ook in het interieur van de basilica weer zichtbaar te maken. Daartoe werden de vensters en nissen tot hun oorspronkelijke grootte verkleind, de aediculae verwijderd en de restanten van de aankleding door Stüler eveneens verwijderd. De meer dan levensgrote marmeren beelden, die de oorlog redelijk hadden doorstaan, werden daarbij zwaar beschadigd. De grootste uitdaging vormde het herstel van het cassetteplafond dat aan een spanbetonconstructie werd opgehangen. De herstelde basilica werd op 9 december 1956 door Heinrich Held, de praeses van de Evangelisch-Lutherse Kerk in het Rijnland ingewijd. De preek werd gehouden door pastoor Karl Becker, die in de wederopbouw zijn levensmissie gezien had. De muzikale vormgeving lag bij het universiteitskoor van Leipzig onder leiding van Friedrich Rabenschlag. Bij de aansluitende feestelijke plechtigheid in de later haveloze Treviris-Saalbau hielden bondspresident Theodor Heuss, minister-president Peter Altmeier, de Trierse bisschop Matthias Wehr en de Trierse burgemeester Heinrich Raskin de toespraken.
Spoedig na de inwijding volgde de voltooiing van de afwerking. Het orgel met 30 registers vond haar plaats in het koor en werd in 1962 afgewerkt. In 1968 ging ook de langgekoesterde wens van de kerkengemeente voor een klokkentoren in vervulling: als enige gebouw van het in de Tweede Wereldoorlog vernietigde Niederschloss van het Keurvorstelijk Paleis werd de oorspronkelijk in 1647 gebouwde, zogenoemde rode toren (Rote Turm) weer opgebouwd. In de bovenverdieping werd een zesstemmig klokkenspel geïnstalleerd.
Na de inwijding van het grote orgel beschouwden zowel de kerkgemeente als het land Rijnland-Palts, vertegenwoordigd door de minister-president Malu Dreyer, de tweede wederopbouw als afgesloten.

#### Opgravingen en herinrichting omgeving

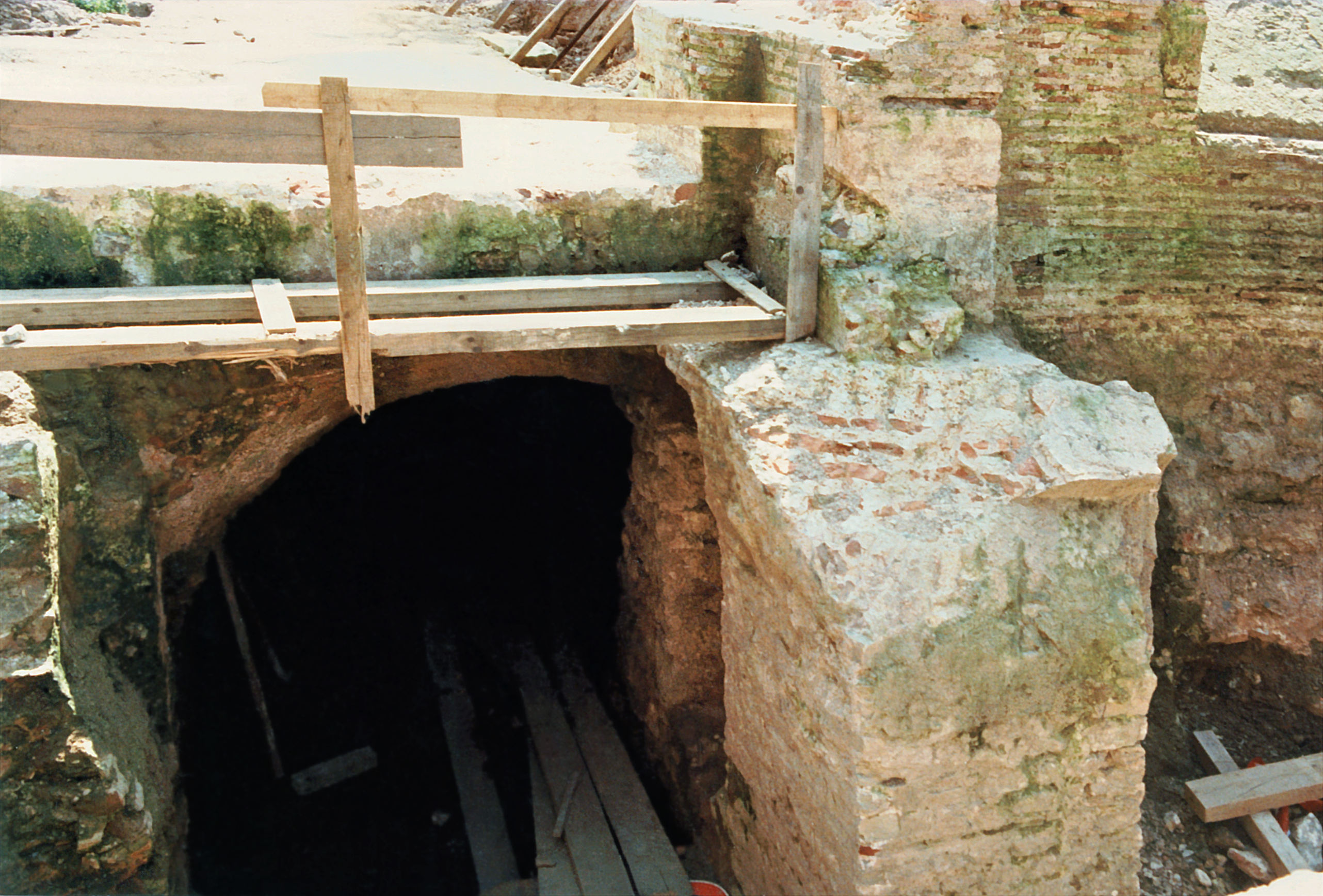
Opgraving aan de westelijke vleugel van de voorhal met de wandelhal

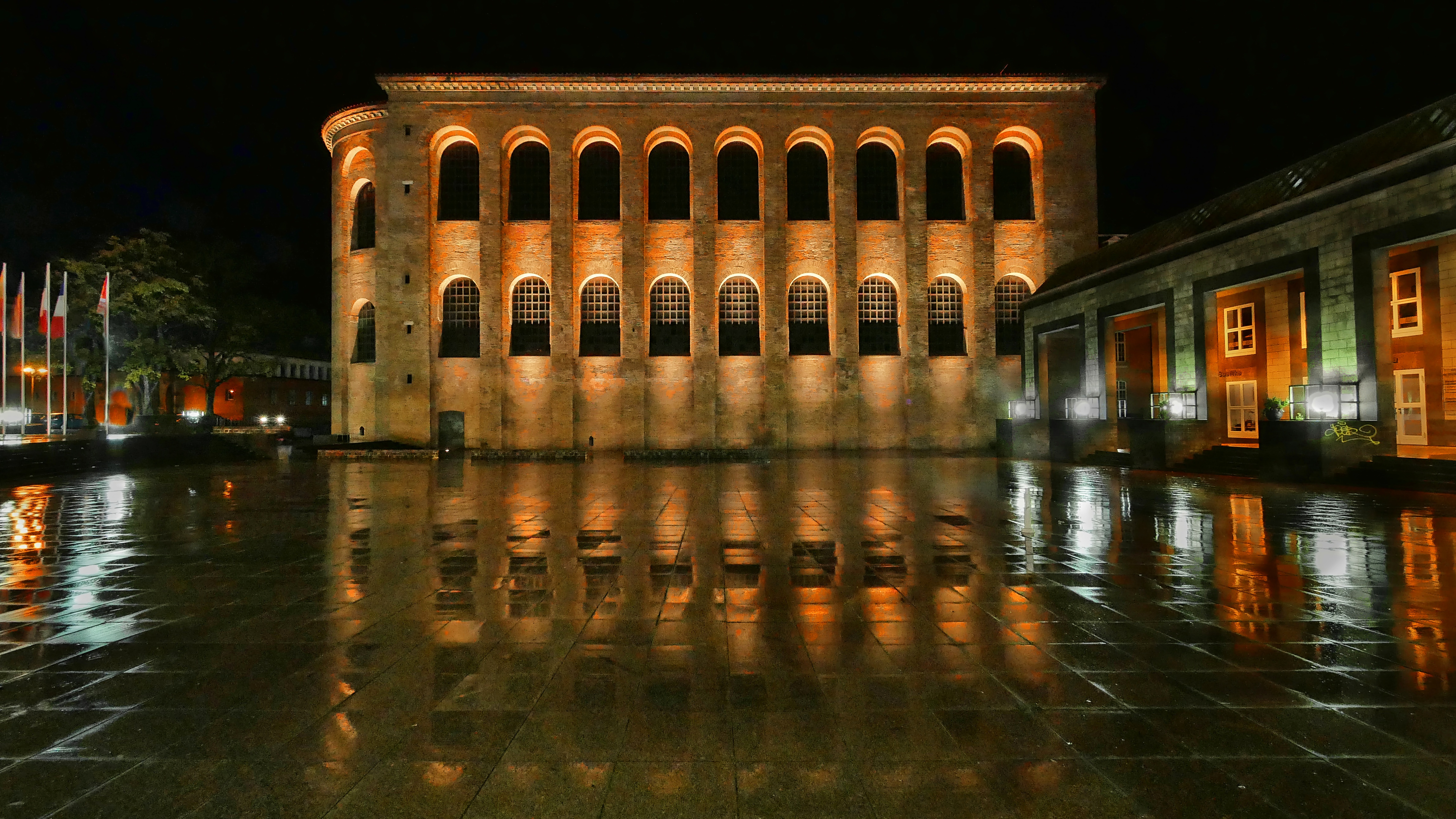
Heringerichte Konstantinplatz en verlichtingsplan

Nadat men reeds in 1912-14 bij archeologische opgravingen buiten de kerk resten van voorgangers van de basilica had ontdekt, bood de vernieling van het gebouw in 1944 de gelegenheid opgravingen uit te voeren in het interieur. Een deel van de door het Rheinisches Landesmuseum Trier in de periode 1950-54 uitgevoerde opgravingen was voor bezoekers toegankelijk.
In 1981 werden de architecten Max Bill, Gottfried Böhm en Oswald Mathias Ungers door de gemeente Trier gevraagd om met voorstellen te komen voor de herinrichting van de omgeving van de basilica. Ungers stelde een min of meer vierkant, iets verlaagd plein voor, de huidige Konstantinplatz, voorheen een busparkeerplaats. Verder ontwierp hij een poortgebouw over de Konstantinstraße, een arcade aan de zuidzijde, een boogbrug over de Weberbach en een toren op de fundamenten van de eeuwen geleden afgebroken Laurentiuskerk. Slechts een deel van de ingediende ontwerpen werd gerealiseerd.

## Huidige gebruik van de basilica
De basilica wordt sinds 1856 gebruikt door de evangelisch-lutherse gemeente van Trier, hoewel het gebouw eigendom is van het land Rheinland-Pfalz. Een koninklijke verordening van 3 augustus 1859 bepaalde dat de "evangelische burger- en militaire gemeente voor eeuwig en met volledige gelijkberechtiging het gebruiksrecht hadden van de Kerk van de Verlosser". In 1903 telde de gemeente ongeveer 4000 burgerleden en daarnaast zo'n 2300 militairen. Desondanks was de kerkgemeente niet in staat het reusachtige gebouw te onderhouden. Zowel de Pruisische Staat als de Weimarrepubliek, de Nationaal-Socialisten en de democratische Bondsregering hielpen bij de grotere instandhoudingswerken, zoals bij de vernieuwing van dakbedekking en kerkverwarming.
Als ruimte voor de eredienst biedt de basilica, vanwege haar grootte, veel mogelijkheden, maar ook aanzienlijke moeilijkheden. In 1903 verzocht het kerkbestuur de keizer om middelen ter beschikking te stellen voor de bouw van een nieuwe kerk (wat niet gebeurd is).
De Kerk van de Verlosser is tegenwoordig (2018) de enige kerk van de evangelisch-lutherse kerkgemeenschap in Trier. Er werken vijf dominees, zowel mannelijke als vrouwelijke. Het gebied van de kerkgemeente is identiek met dat van de stad Trier, met uitzondering van de in 1968 ingelijfde stadsdelen Pfalzel en Ehrang-Quint, die tot de kerkgemeente Trier-Ehrang behoren. Van 1963 tot 2014 werd de in het stadsdeel Heiligkreuz gelegen Christuskerk als tweede kerk benut. Na opheffing daarvan is de basilica weer de enige kerk van de Lutherse gemeenschap. Naast de basilica zelf wordt ook de aangrenzende Caspar Olevianzaal gebruikt. In de kerk zijn zondags een of twee erediensten - in de winter echter alleen op speciale feestdagen; dan vinden de erediensten plaats in de Caspar Olevianzaal, die beter te verwarmen is.
De ruimte langs de zijwanden wordt door de kerkgemeente soms gebruikt voor tentoonstellingen. De kerk is de concertkerk van het Trierer Bachchor. In de zomer vinden wekelijkse orgelconcerten plaats met internationale organisten. Van maart tot oktober is de kerk dagelijks geopend voor bezichtigingen.

## Architectuur en inrichting

### Exterieur

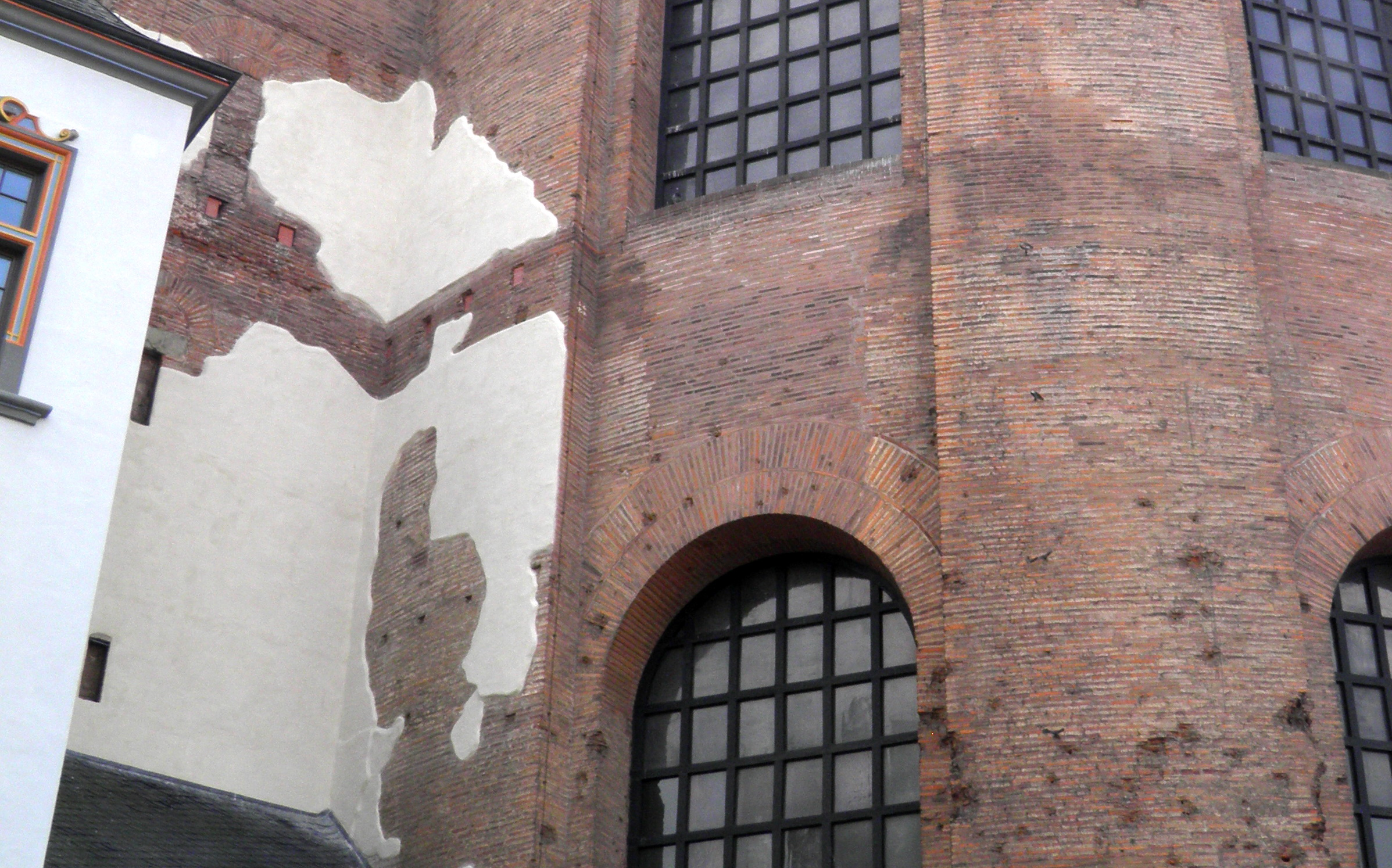
Restant Romeinse bepleistering

De Basilica van Constantijn is niet als kerkgebouw geconcipieerd en is daarom ook niet georiënteerd. De apsis en het koor liggen aan de noordzijde; de ingang bevindt zich achter in de kerk aan de zuidzijde. Het gebouw is in feite een enorme, rechthoekige doos met een halfronde uitstulping aan de noordkant. Er zijn geen zijbeuken, dwarsschepen of kerktorens. De totale buitenlengte bedraagt 69,8 m (inclusief de 12 m lange apsis).
Het huidige uiterlijk is in hoge mate het resultaat van de wederopbouw na de Tweede Wereldoorlog. Aan Romeins metselwerk zijn de apsis, de westwand en delen van de zuidwand bewaard gebleven. Deze rusten op een 4 meter breed en 4-5 meter diep fundament uit Romeins gietbeton. De muren hebben een dikte van 2,7 tot 3,4 meter. Het originele Romeinse pleisterwerk is slechts in negen van de veertien vensternissen behouden. Daarnaast bevinden zich aan de noordfaçade, ter linkerzijde van de apsis, nog circa 65 m² pleistervlakken met sporadische verfresten. Resten van Romeinse gebouwen die eerder op dezelfde plek stonden, zijn onder de huidige vloer bewaard.
Moderne aanvullingen zijn gedeelten uit rode zandsteen. Van de wederopbouw in de 19e eeuw getuigen de zuid- en de oostwand, pleisterresten aan de zuidwand onder de puntgevel, aan de fries onder de dakconstructie en als decoratieve versiering de koppen van de evangelistenfiguren.

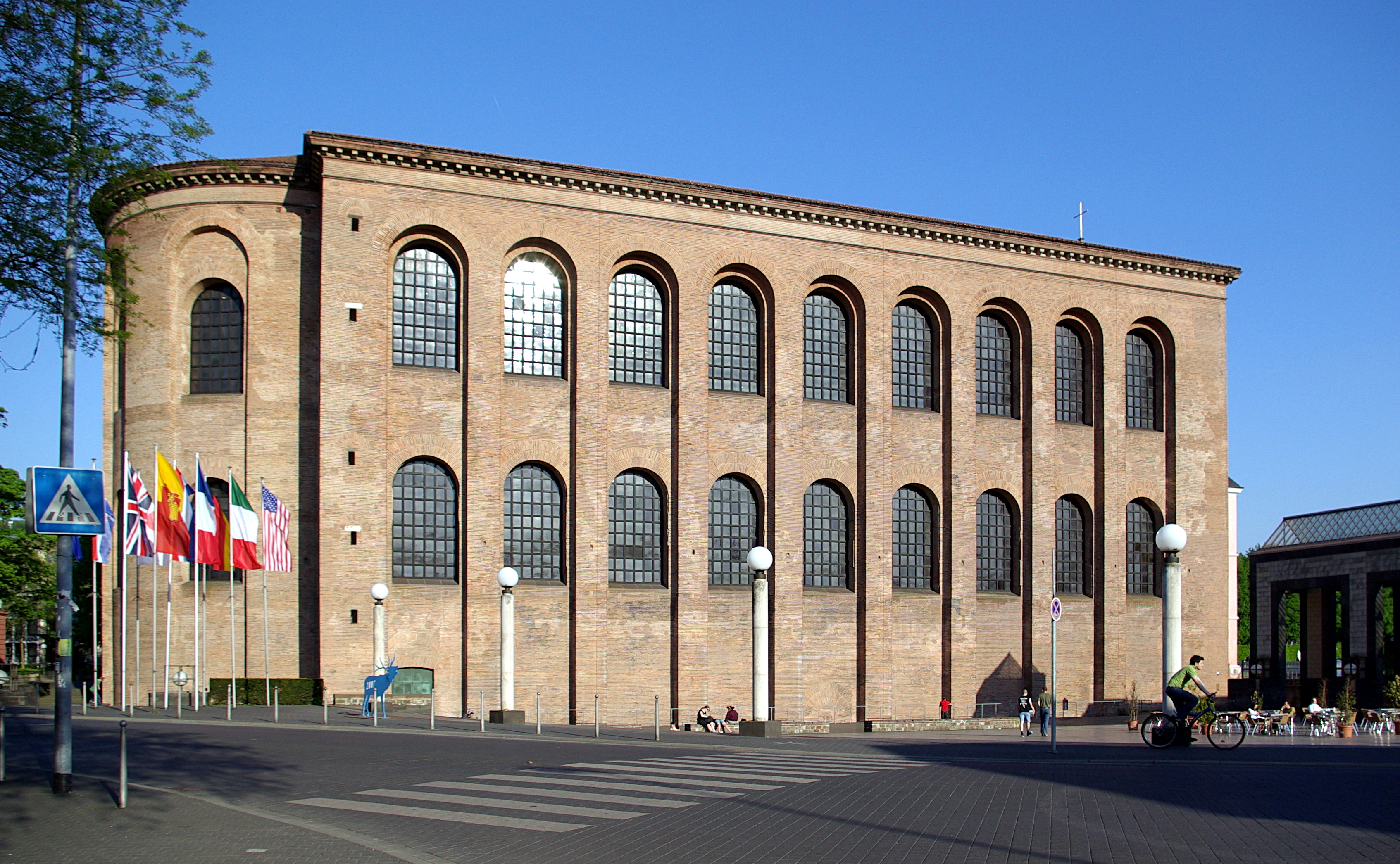
Apsis en westgevel
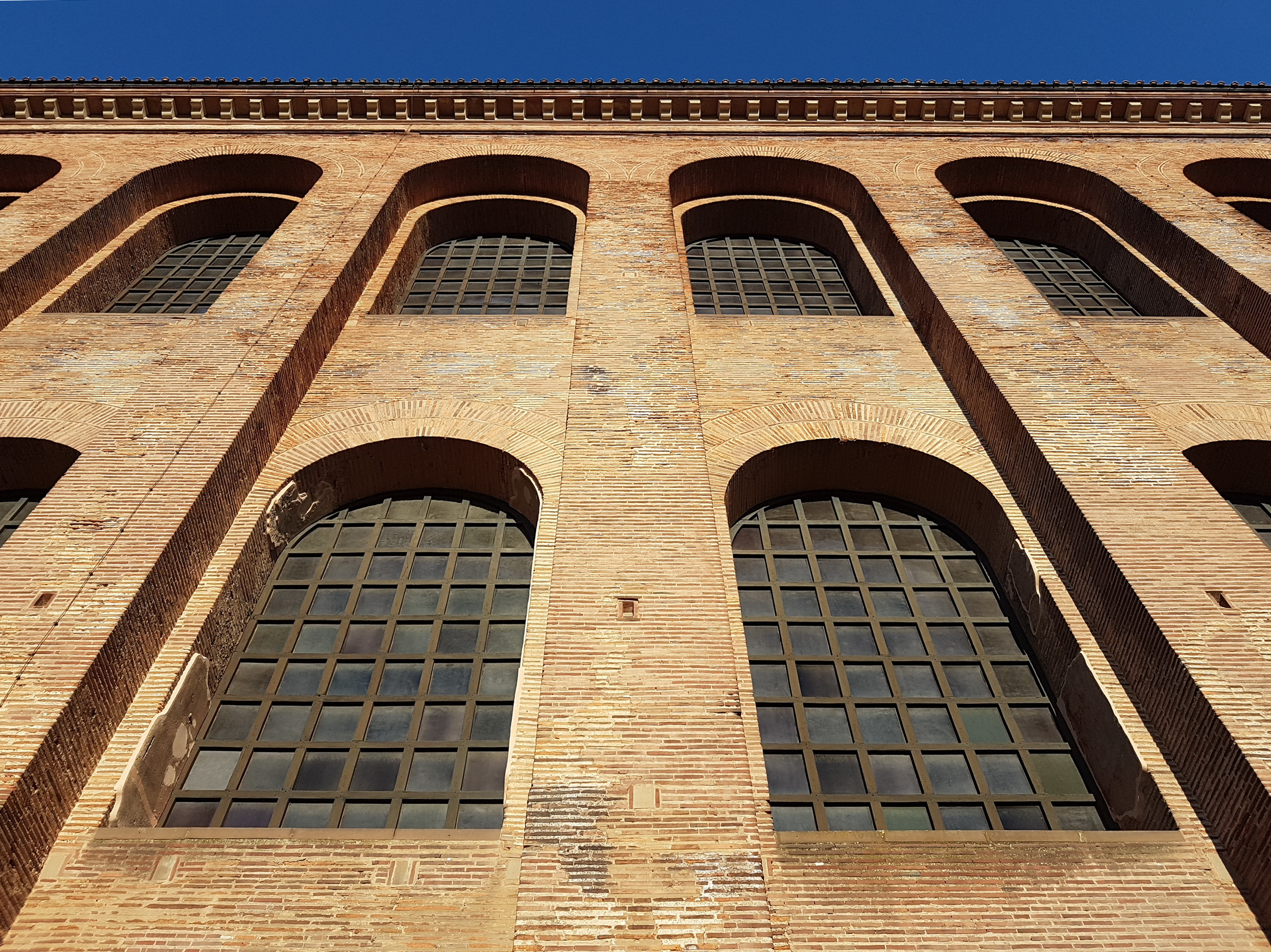
Detail westgevel
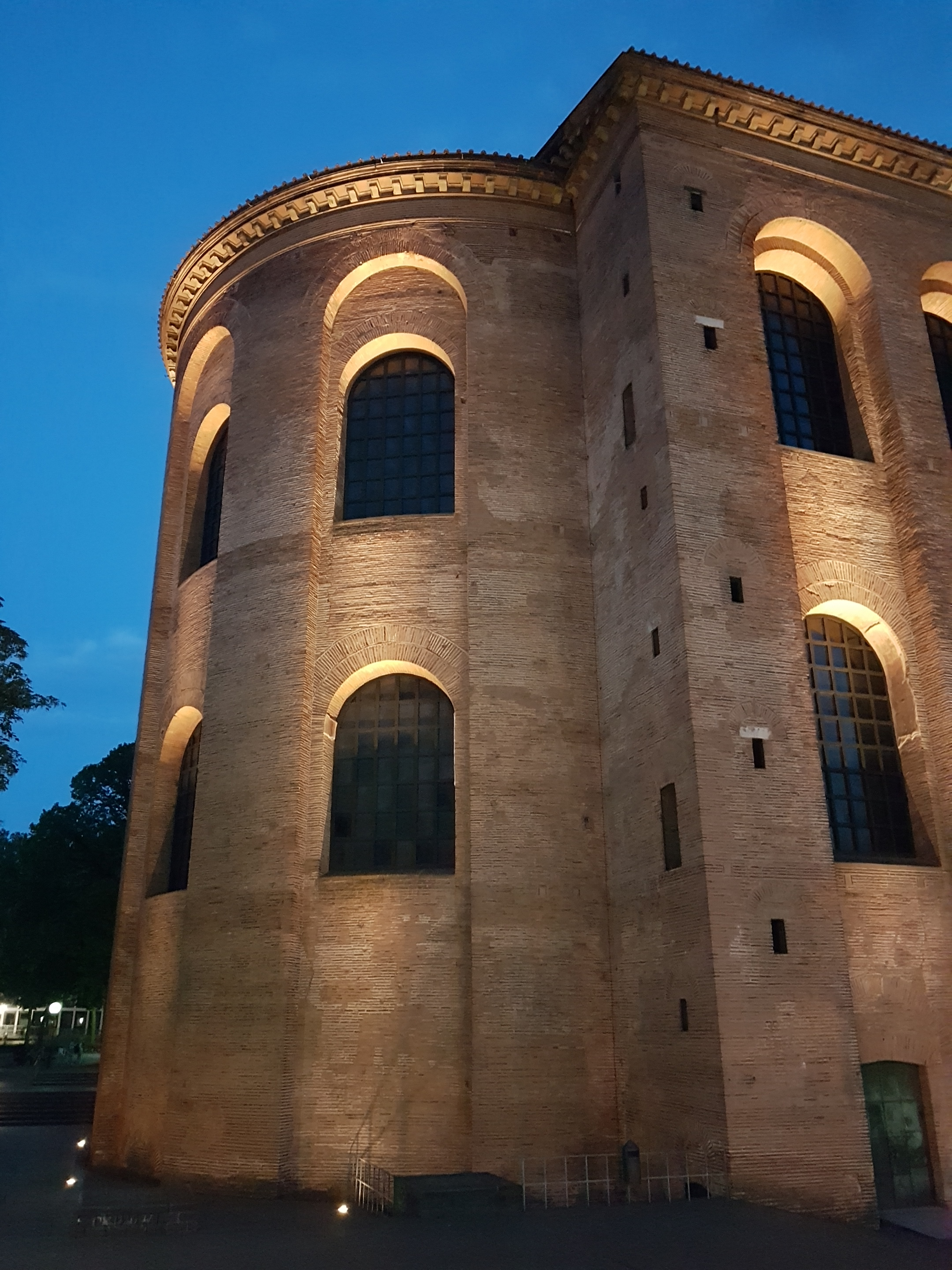
Apsis
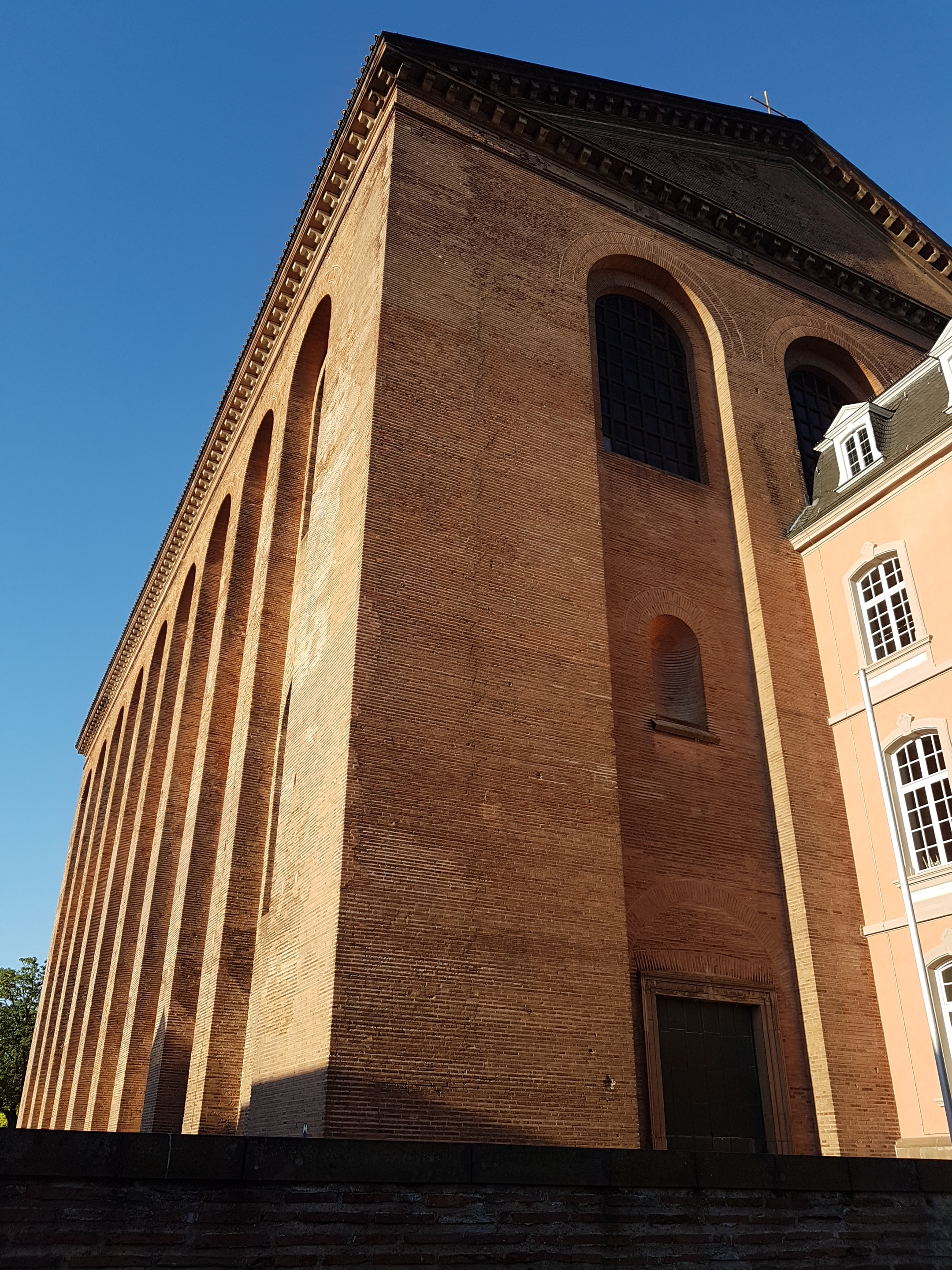
Zuidfaçade

### Interieur
De binnenruimte van het bouwwerk is eenbeukig en is 67 m lang, 27,5 m breed en 33 m hoog.
Uit de tijd van de tweede wederopbouw in de jaren 1950 stammen de dakconstructie, het cassetteplafond, de vensters, de ongepleisterde binnenruimte, de vloer alsook de meubilering met kerkbanken, altaar, kansel, doopvont en orgels. De aankleding kwam tot stand onder leiding van bouwkundig adviseur Heinrich Otto Vogel. De dakconstructie bestaat uit spanbeton. Het daaraan opgehangen cassetteplafond uit vurenhouten planken heeft een dikte van 90 cm.

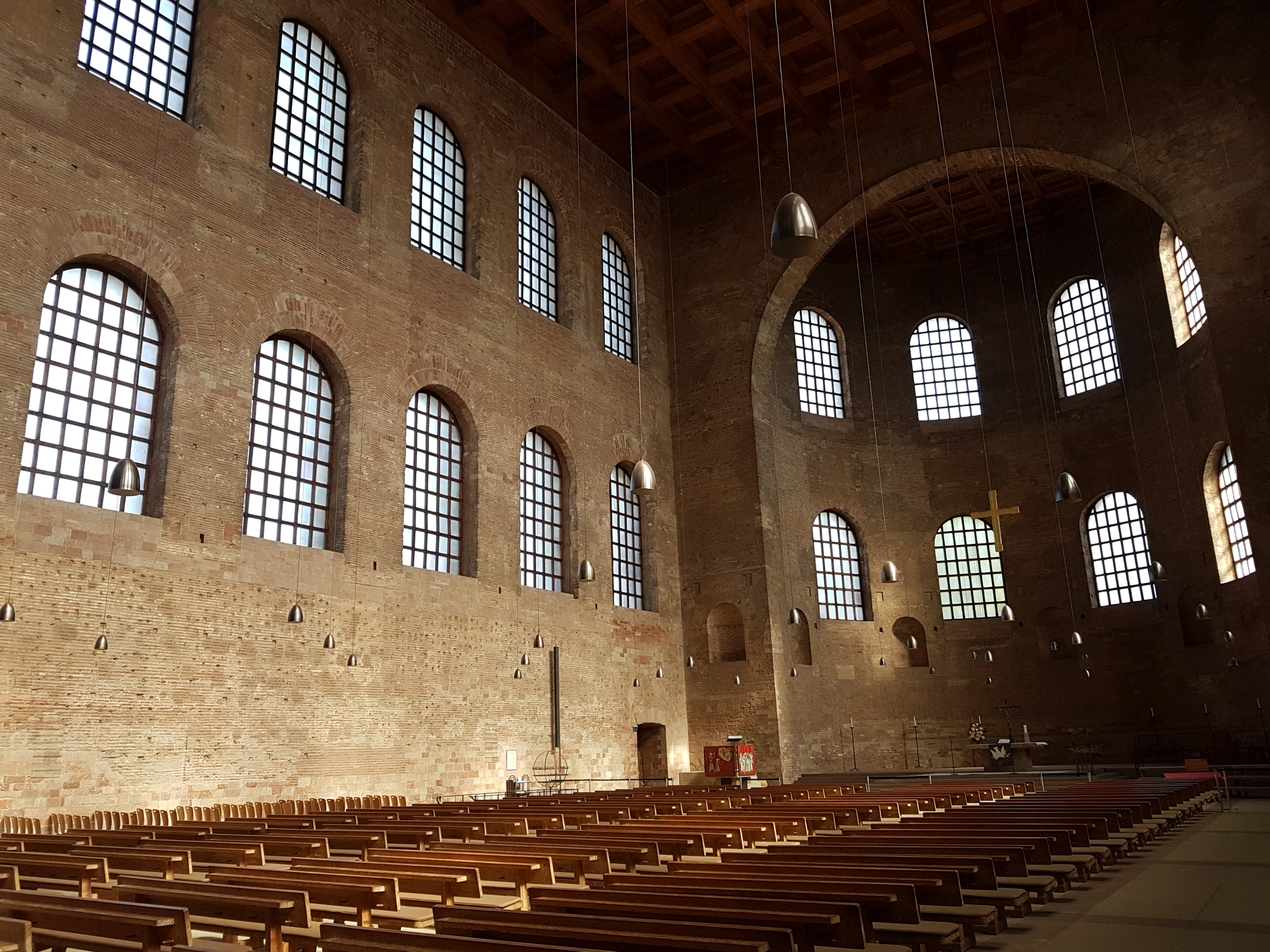
Koor en zuidgevel
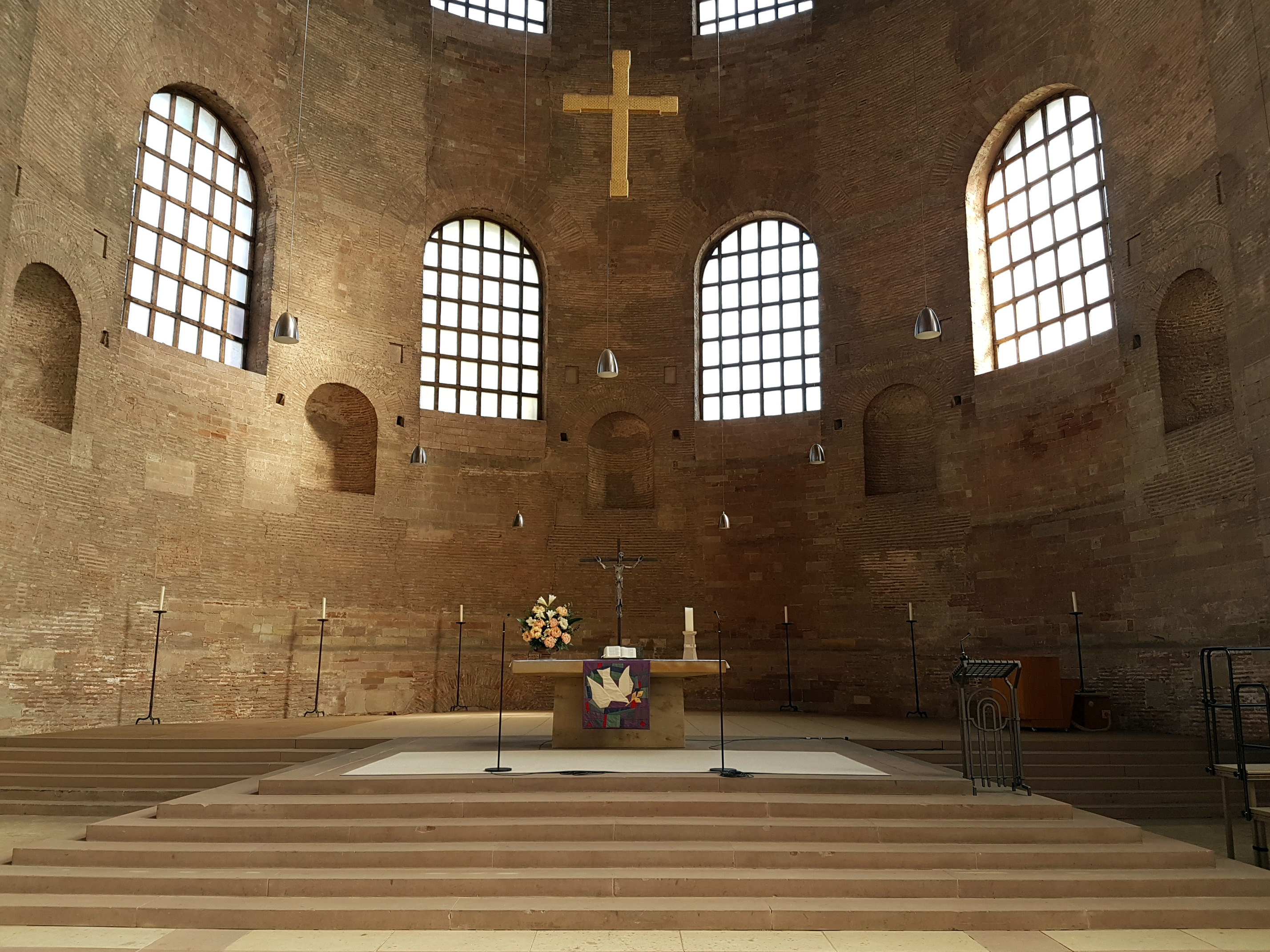
Koor
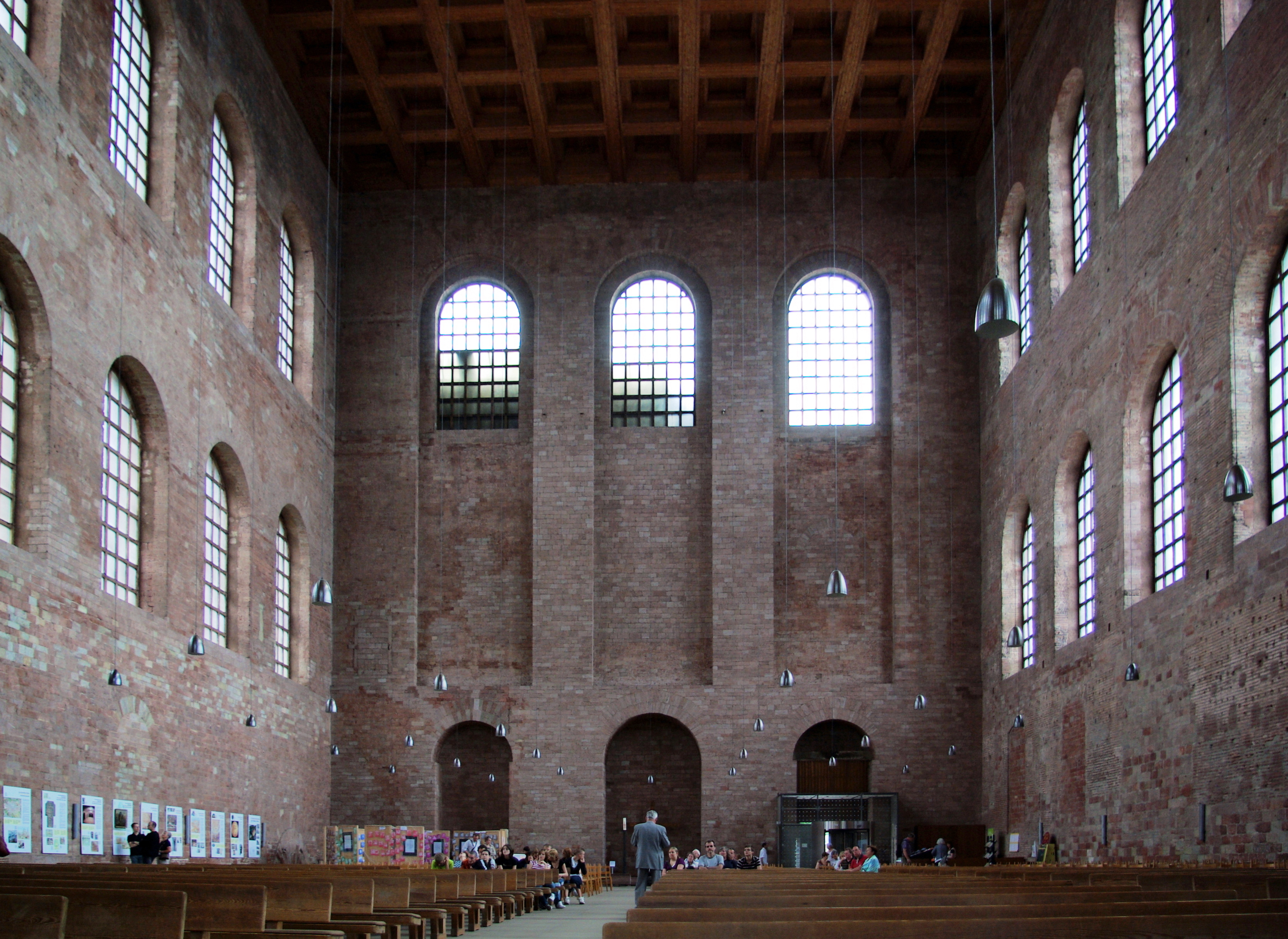
Zicht naar het westen
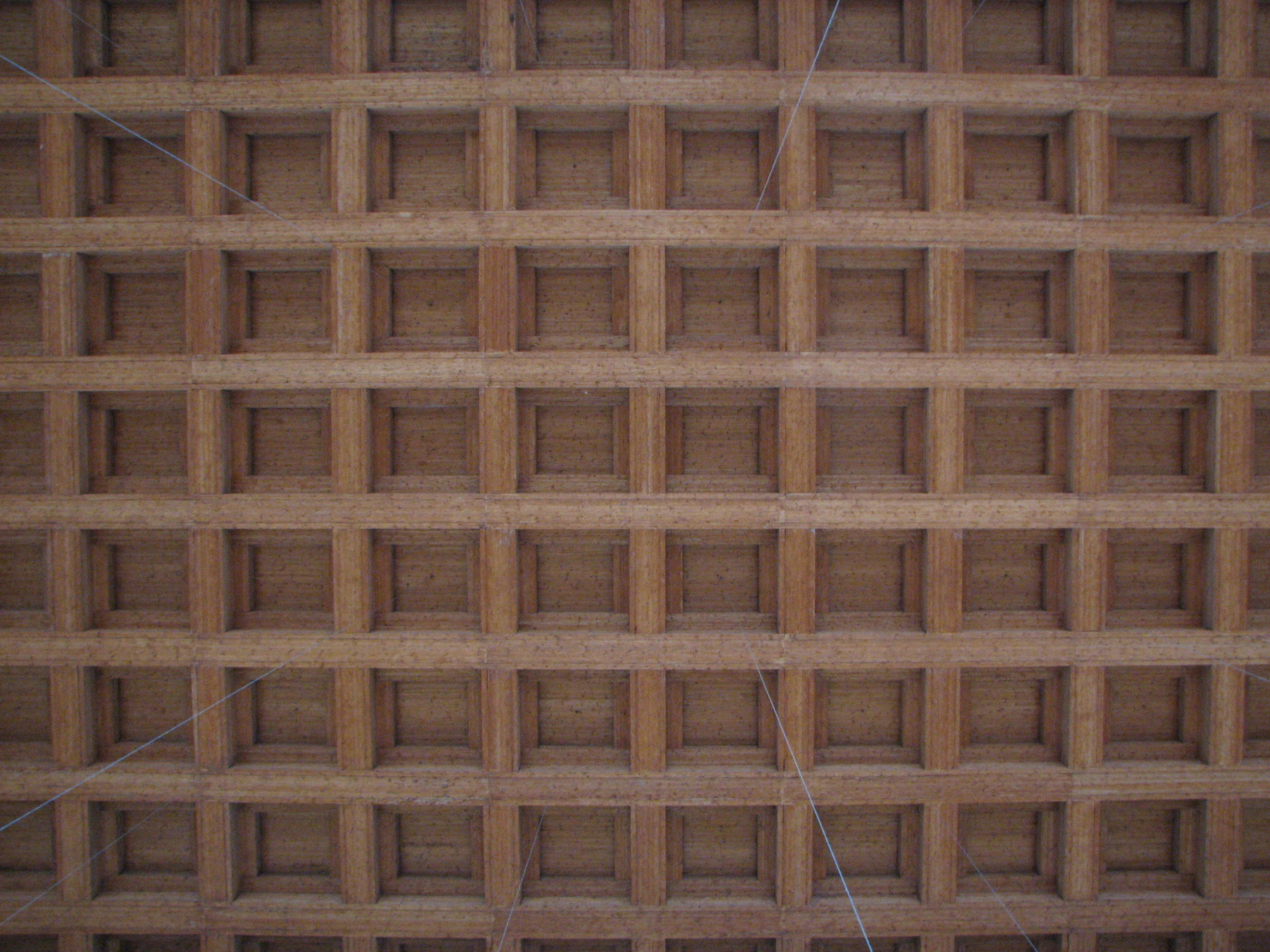
Cassettenplafond

### Beelden
Van de vijf meer dan levensgrote marmeren beelden, die door de Frankfurtse beeldhouwer Gustav Kaupert tussen 1870 en 1880 werden vervaardigd, zijn slecht de koppen bewaard gebleven. Ze stellen Jezus Christus en de vier evangelisten Matteüs, Marcus, Lucas en Johannes voor. De koppen van de beelden van Kaupert werden in 2001 gerestaureerd. In 2006, bij de 150e verjaardag van de inwijding van de kerk, werden ze tegen de oostwand van de basilica opgesteld, voorzien van een drietalig opschrift.

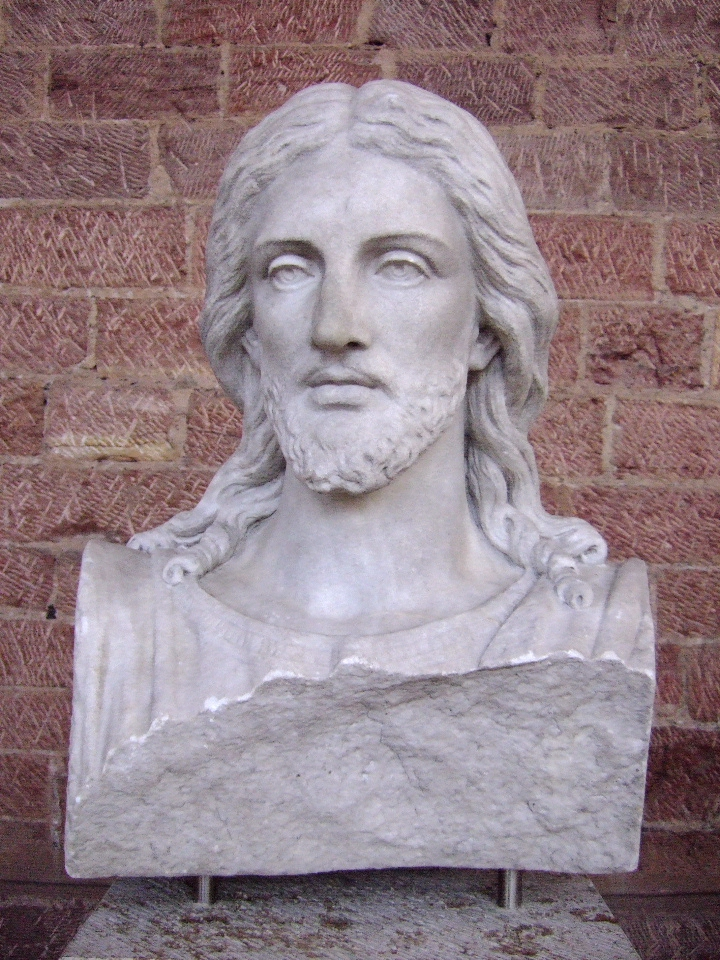
Gustav Kaupert: Jezus
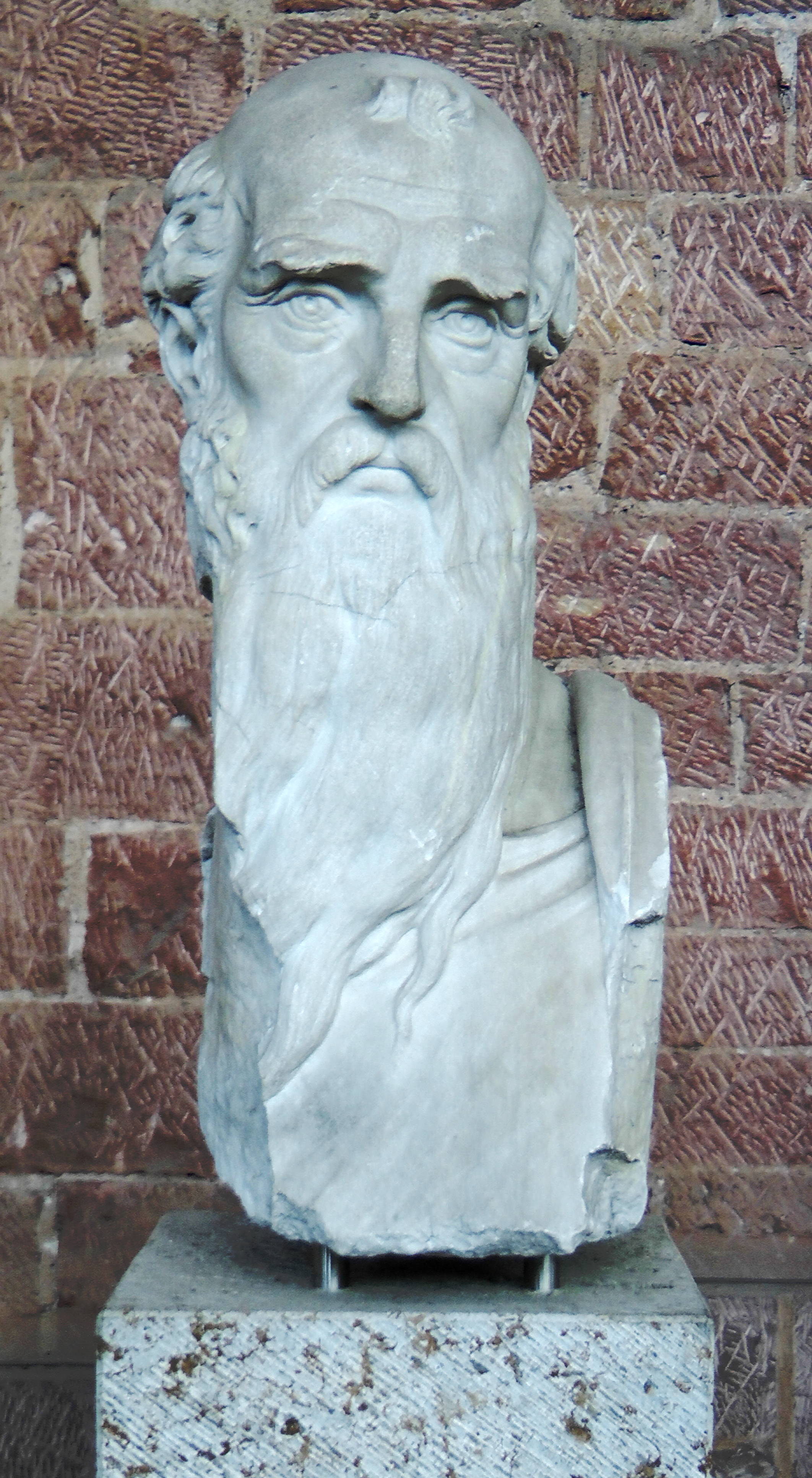
Matteüs
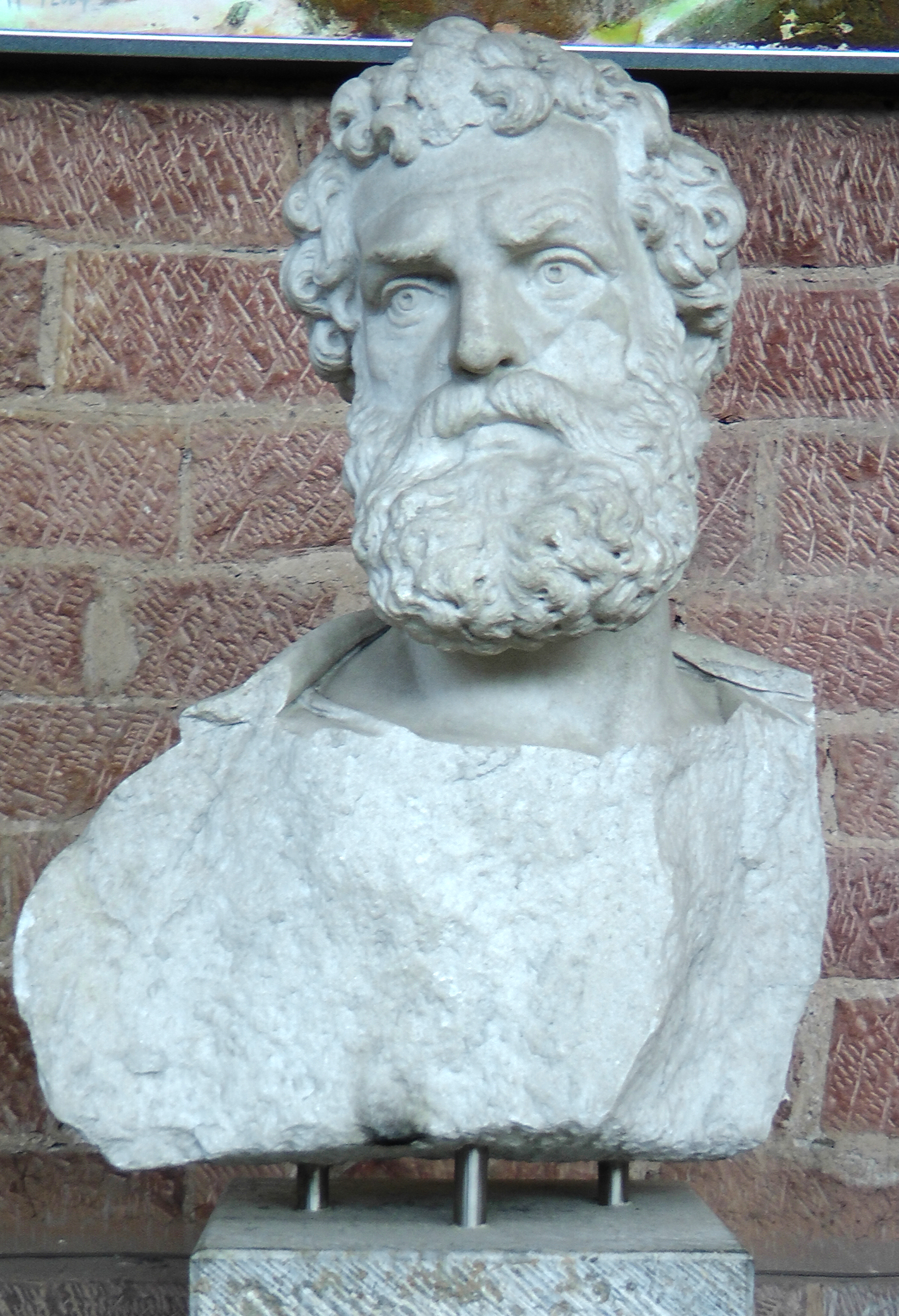
Marcus
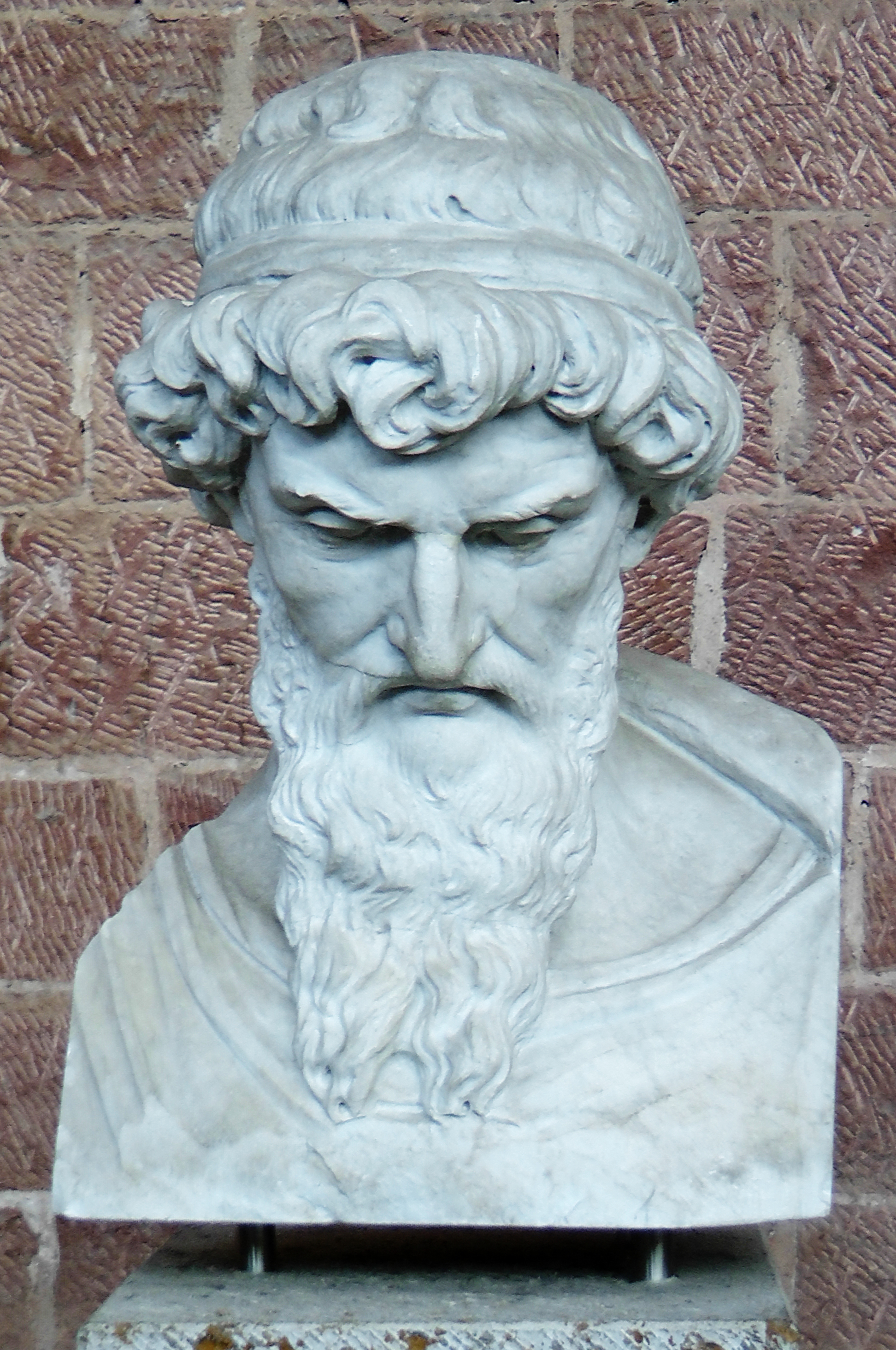
Lukas
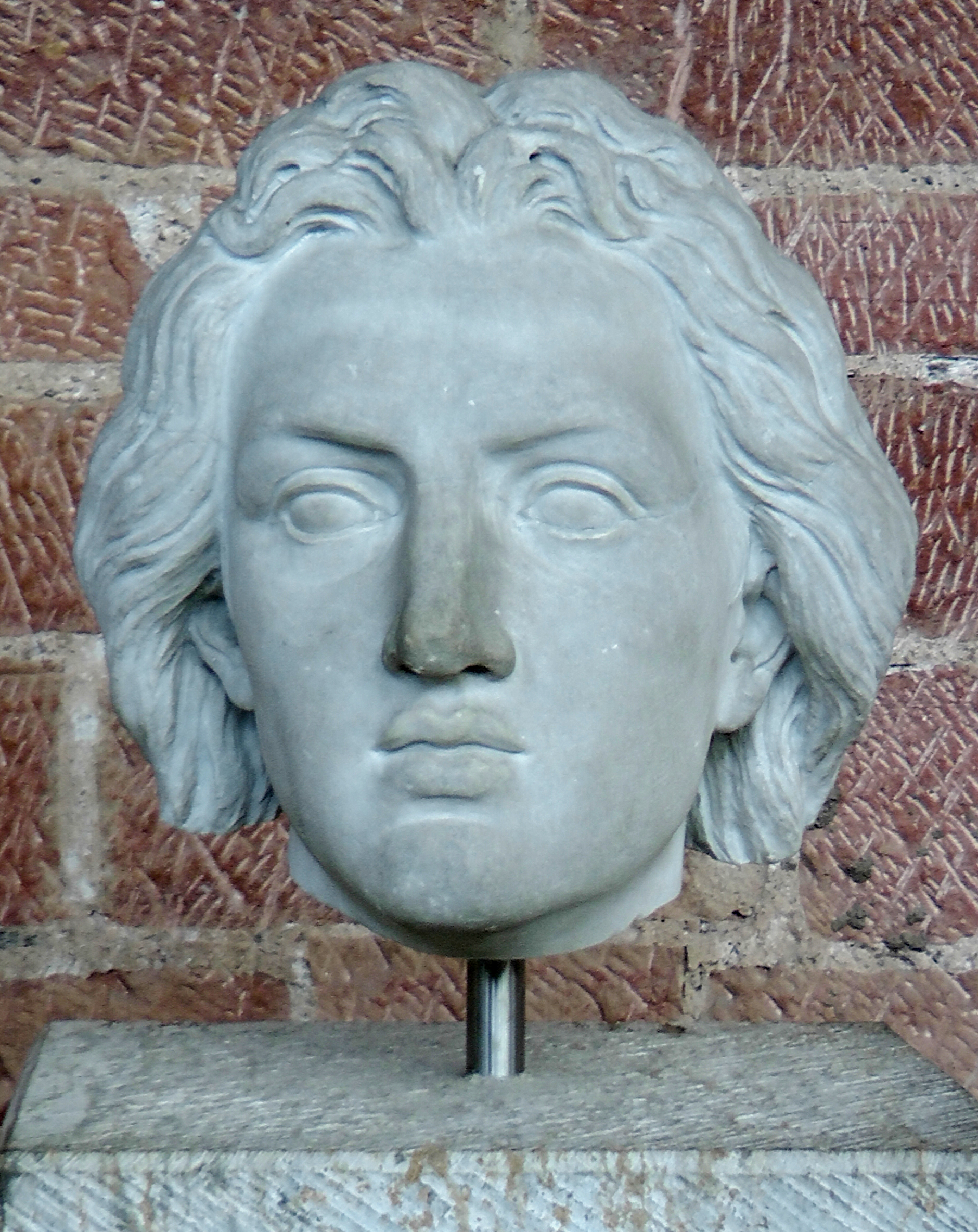
Johannes

### Orgels

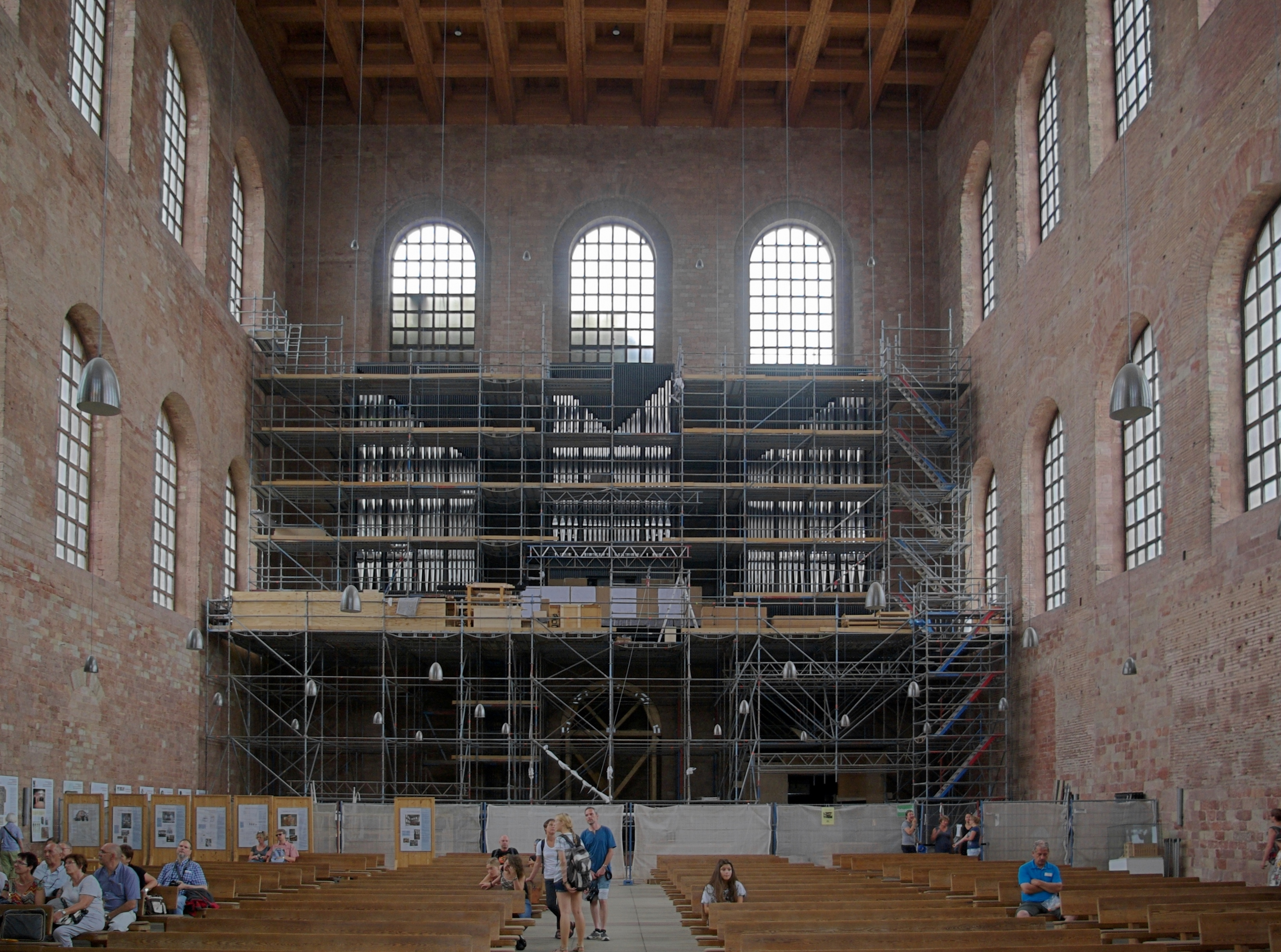
De bouw van het Eule-orgel in 2014

In de Basilica van Constantijn hebben zeker drie historische orgel gestaan. Tot de Tweede Wereldoorlog stond op de westelijke galerij een groot orgel, dat in het jaar 1856 door de gebroeders Uebach uit Barmen gebouwd was. Het instrument had 40 registers op drie manualen en pedaal.
Na de wederopbouw van de basilica na de Tweede Wereldoorlog werd in het jaar 1962 in de vensternissen aan de oostwand een koororgel gebouwd. Het instrument werd vervaardigd door de orgelbouwer Karl Schuke uit Berlijn. Het heeft 30 registers op twee manualen en pedaal en is neobarok gedisponeerd.
In 2014 werd een nieuw hoofdorgel ingewijd. Het instrument werd door Hermann Eule Orgelbau uit Bautzen gebouwd. Het hangt aan de zuidwand van de basilica en is via een stalen wenteltrap te bereiken. Het orgel is over drie orgelkasten verdeeld, die zich voegen naar de vensternissen. Het nieuwe hoofdorgel is symfonisch gedisponeerd: het heeft 87 registers met ruim 6000 pijpen op vier manualen en pedaal en is daarmee het grootste orgel van Trier. Het instrument laat zich op twee (identieke) manualen bespelen, van welke er een mobiel in de kerkruimte is opgesteld.

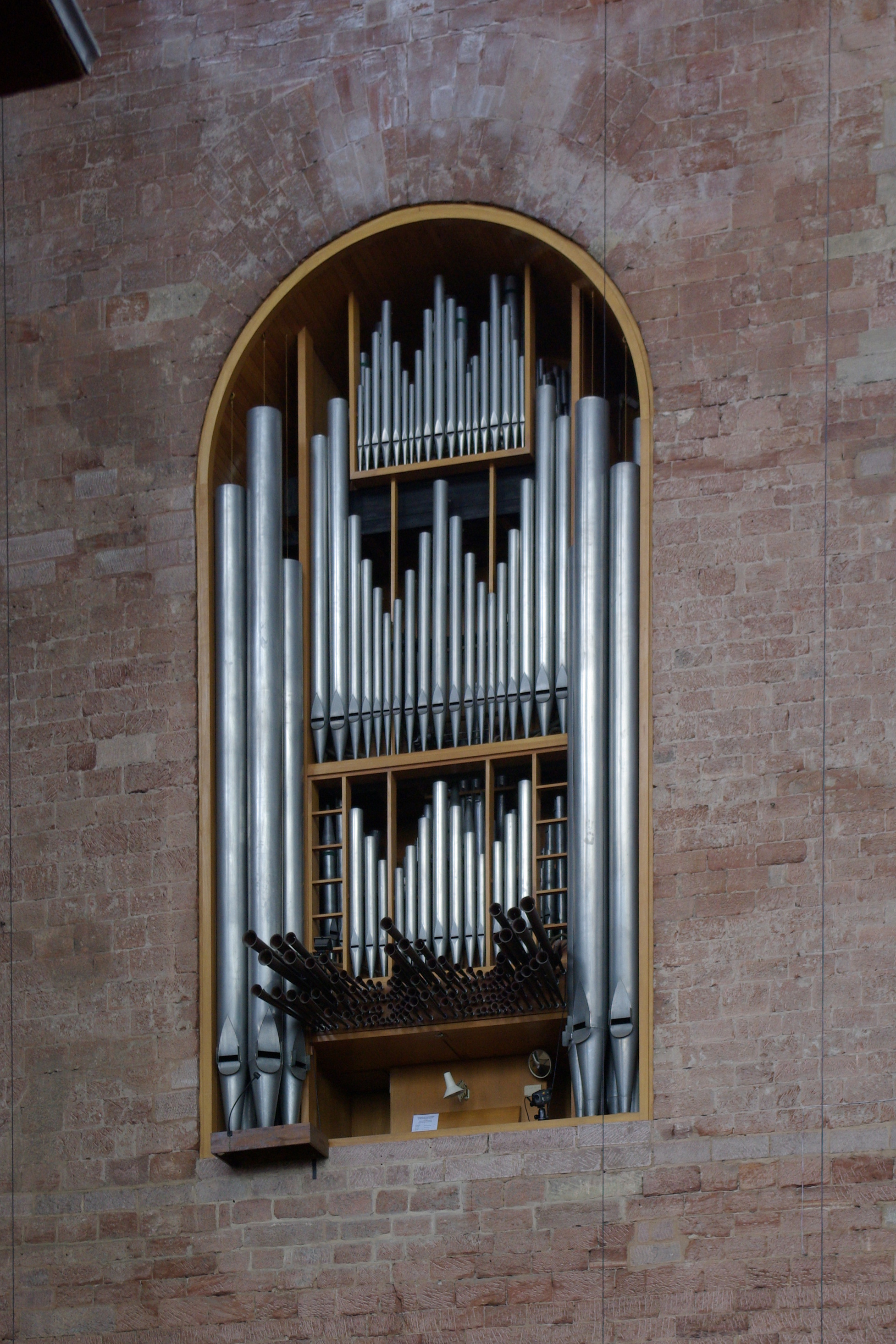
Schuke-orgel van 1962
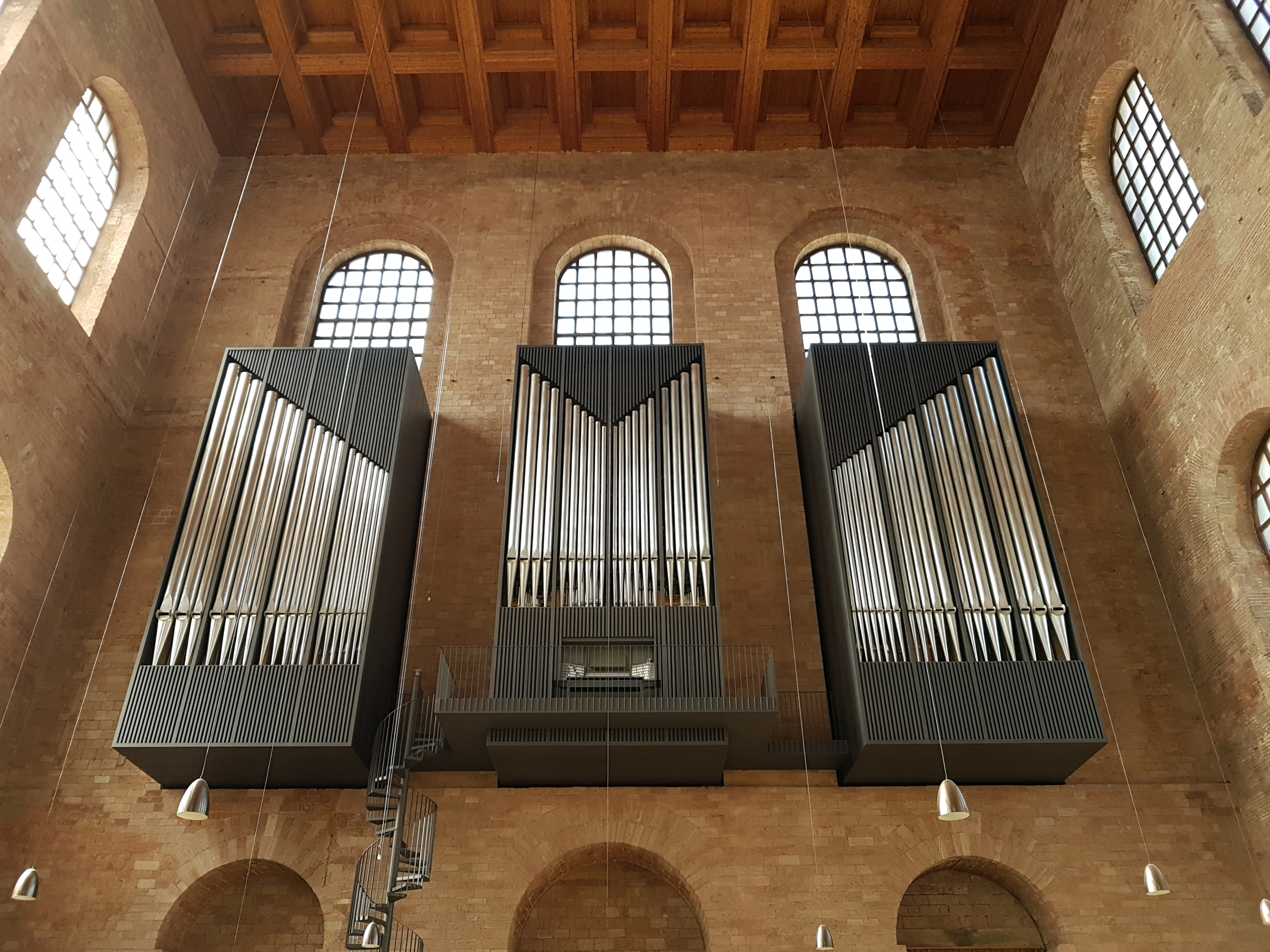
Eule-orgel in 2018
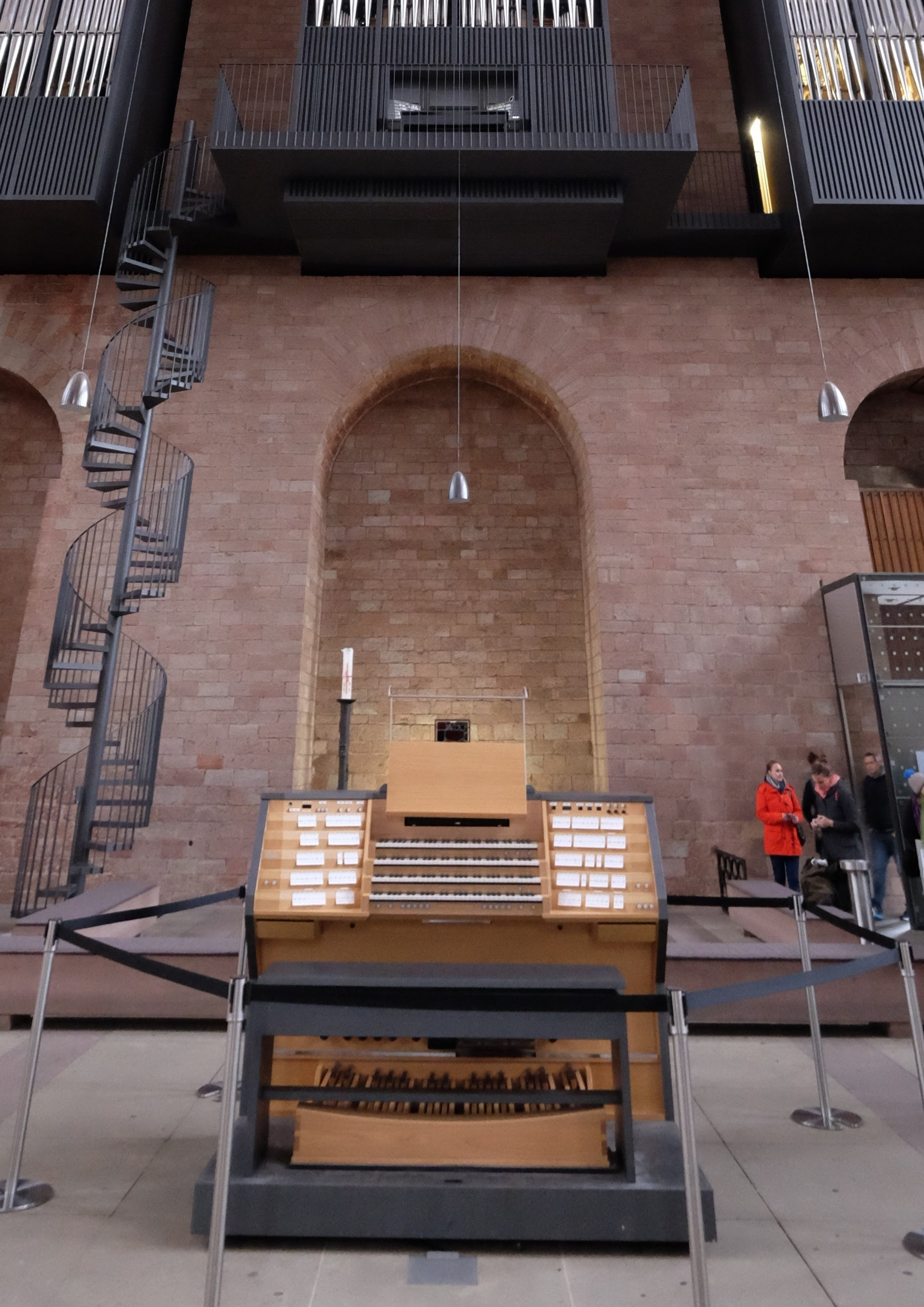
Mobiel manuaal en wenteltrap
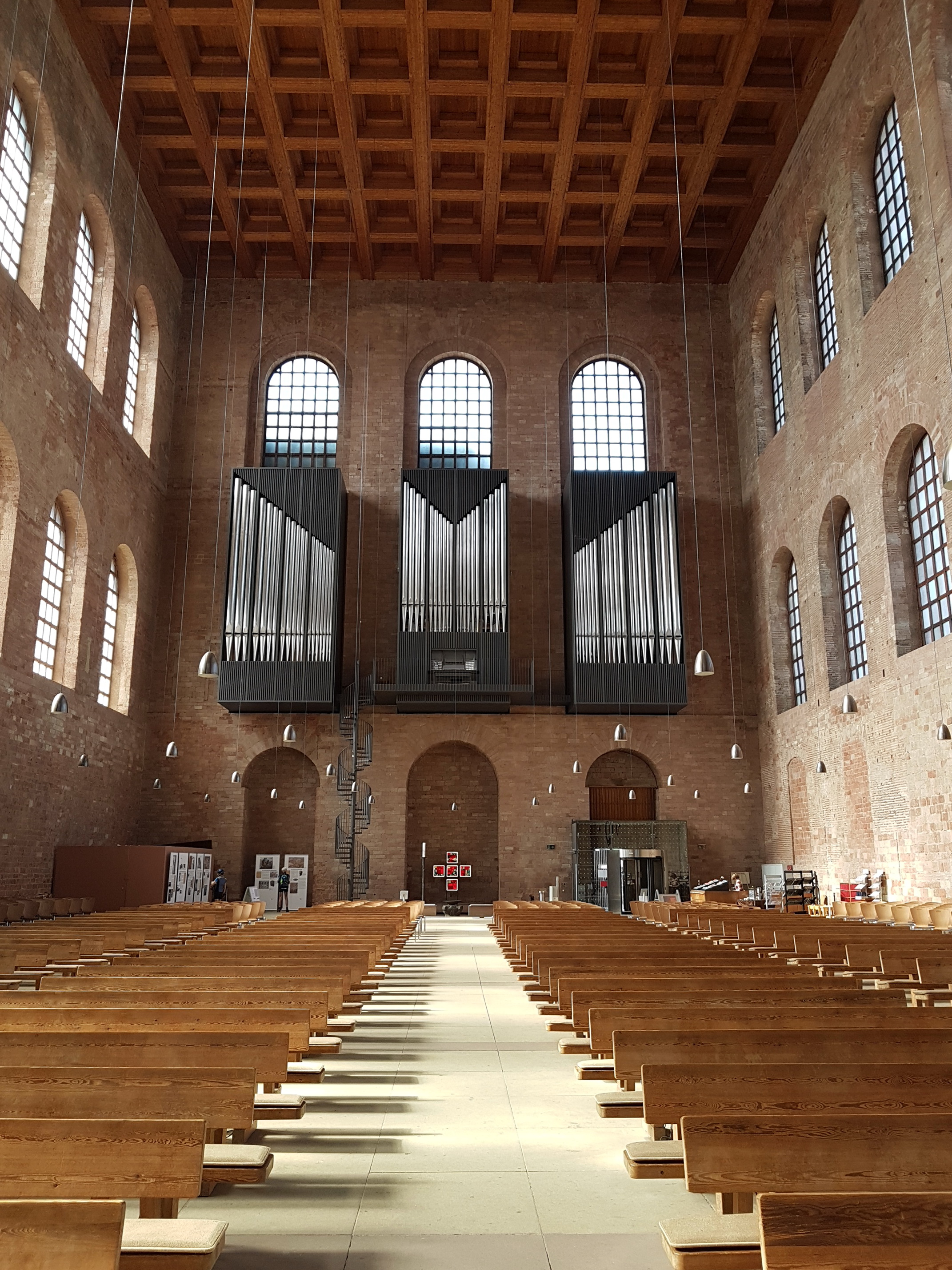
Zicht op het Eule-orgel

### Klokken

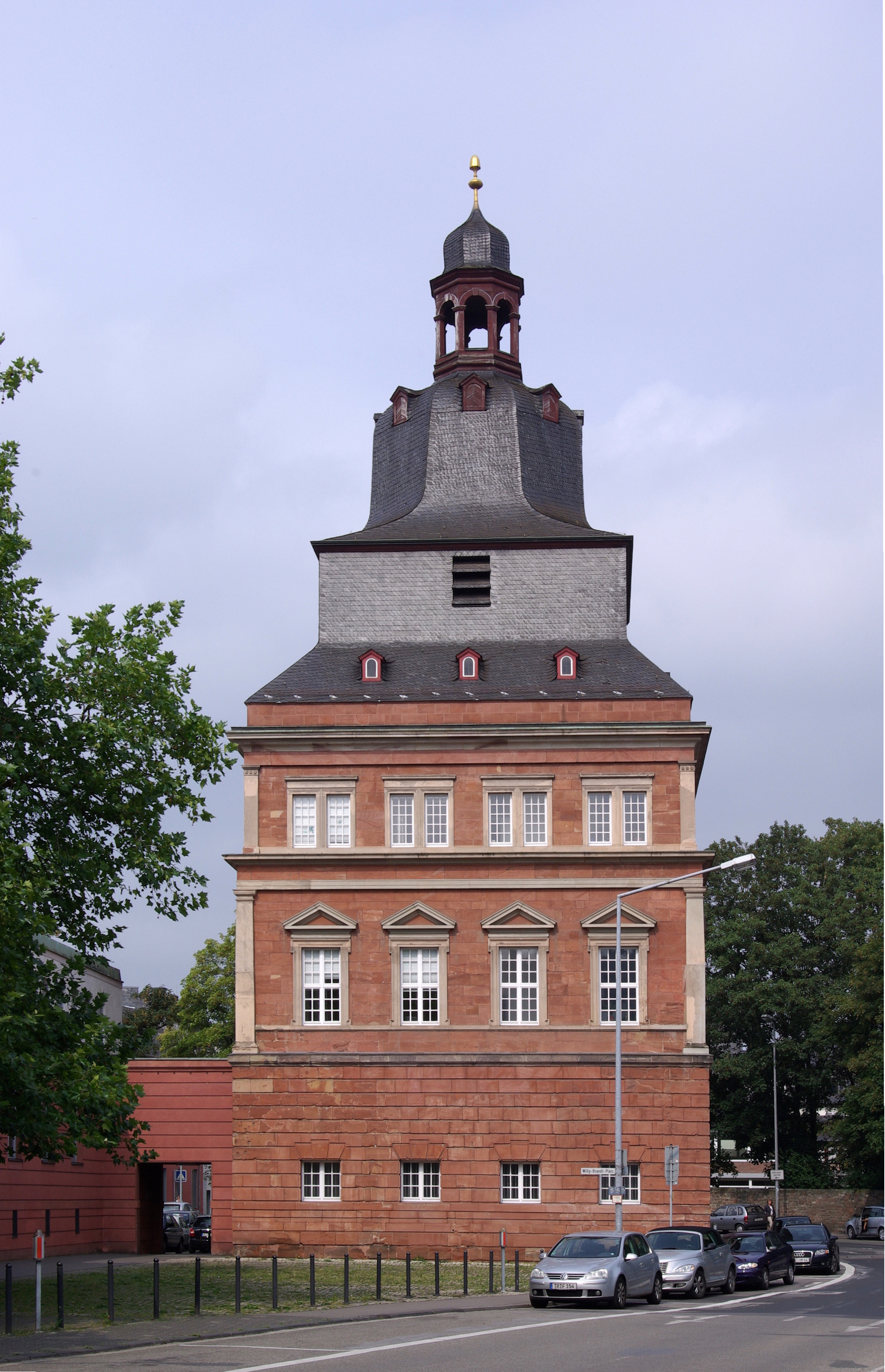
De rode toren met klokken

De Basilica van Constantijn heeft geen eigen klokkentoren. Haar zesstemmig klokkenspel hangt sinds 1968 in de na de oorlog herbouwde Rode Toren (Roten Turm) van de voormalige archiefgebouwen van het aartsbisschoppelijk paleis.
| Nr. | Gietjaar | Gieter                    | Massa (kg, ca.) | Diameter (mm) | Slagtoon (HT-1/16) |
| --- | -------- | ------------------------- | --------------- | ------------- | ------------------ |
| 1   | 1965     | Rincker, Sinn             | 1.046           | 1.216         | e1                 |
| 2   | 1931     | Schilling & Söhne, Apolda | 580             | 970           | gis1               |
| 3   | 1965     | Rincker, Sinn             | 455             | 912           | a1                 |
| 4   | 1965     | Rincker, Sinn             | 300             | 805           | h1                 |
| 5   | 1965     | Rincker, Sinn             | 230             | 733           | d2                 |
| 6   | 1965     | Rincker, Sinn             | 155             | 647           | e2                 |

## Links
- Evangelische Kirchengemeinde
- Basilikamusik
- Trierer Bachchor
- Beschrijving van de klokken en klankvoorbeeld
- Luiden van de klokken (YouTube video)

- Gemeinsame Normdatei: 104365559X
- Virtual International Authority File: 305335626

Dom van Aken · Abdij en Altenmünster van Lorsch · Slot Augustusburg en slot Falkenlust in Brühl · Bamberg · Bauhaus en zijn sites in Weimar, Dessau en Bernau · Klassiek Weimar · Fagusfabriek · Rammelsbergmijnen en historische stad Goslar · Dom van Keulen · Hanzestad Lübeck · Luthergedenkplaatsen in Eisleben en Wittenberg · Abdij van Maulbronn · Groeve Messel · Fürst-Pückler-Park Bad Muskau · Kloostereiland Reichenau · Museuminsel in Berlijn · Parklandschap Dessau-Wörlitz · Stiftskerk, kasteel en historisch centrum van Quedlinburg · Bedevaartskerk van Wies · Historisch centrum van Regensburg met Stadtamhof · Romeinse monumenten, Dom en Onze-Lieve-Vrouwekerk in Trier · Oude en voorhistorische beukenbossen van de Karpaten en andere regio's van Europa · Paleizen en parken van Potsdam en Berlijn · Michaeliskirche en Dom van Hildesheim · Dom van Speyer · Historisch centrum van Stralsund en Wismar · Stadhuis en Rolandstandbeeld van Bremen · Grenzen van het Romeinse Rijk: Opper-Germaans-Raetische limes · Bovenloop van het Midden-Rijndal · IJzersmelterij van Völklingen · Kasteel Wartburg · Residentie van Würzburg · Kolenmijn en industriecomplex Zeche Zollverein in Essen · Modernistische woonwijken in Berlijn · Waddenzee · Prehistorische paalwoningen in de Alpen · Markgrafelijk Operahuis in Bayreuth · Bergpark Wilhelmshöhe · Karolingisch westwerk en Civitas Corvey · Speicherstadt en het Kontorhausviertel met het Chilehaus in Hamburg · Architecturaal werk van Le Corbusier (Weißenhofsiedlung) · Grotten en kunst uit de ijstijd in de Zwabische Jura · Archeologisch grenslandschap van Hedeby en de Danevirke · Dom van Naumburg ·  Mijnstreek Erzgebirge/Krušnohoří · Waterbeheersysteem van Augsburg · Historische kuuroorden van Europa (Bad Ems, Baden-Baden en Bad Kissingen) · Mathildenhöhe Darmstadt · Grenzen van het Romeinse Rijk - De Neder-Germaanse limes · ShUM-sites van Speyer, Worms en Mainz · Grenzen van het Romeinse Rijk - De Donaulimes (Westelijk gedeelte)  · Joods-middeleeuws erfgoed van Erfurt · Complex van de residentie van Schwerin · Moravische kerknederzettingen (Herrnhut)